# Gil Jourdan
Vous lisez un « article de qualité » labellisé en 2010.
Pour les articles homonymes, voir Jourdan.

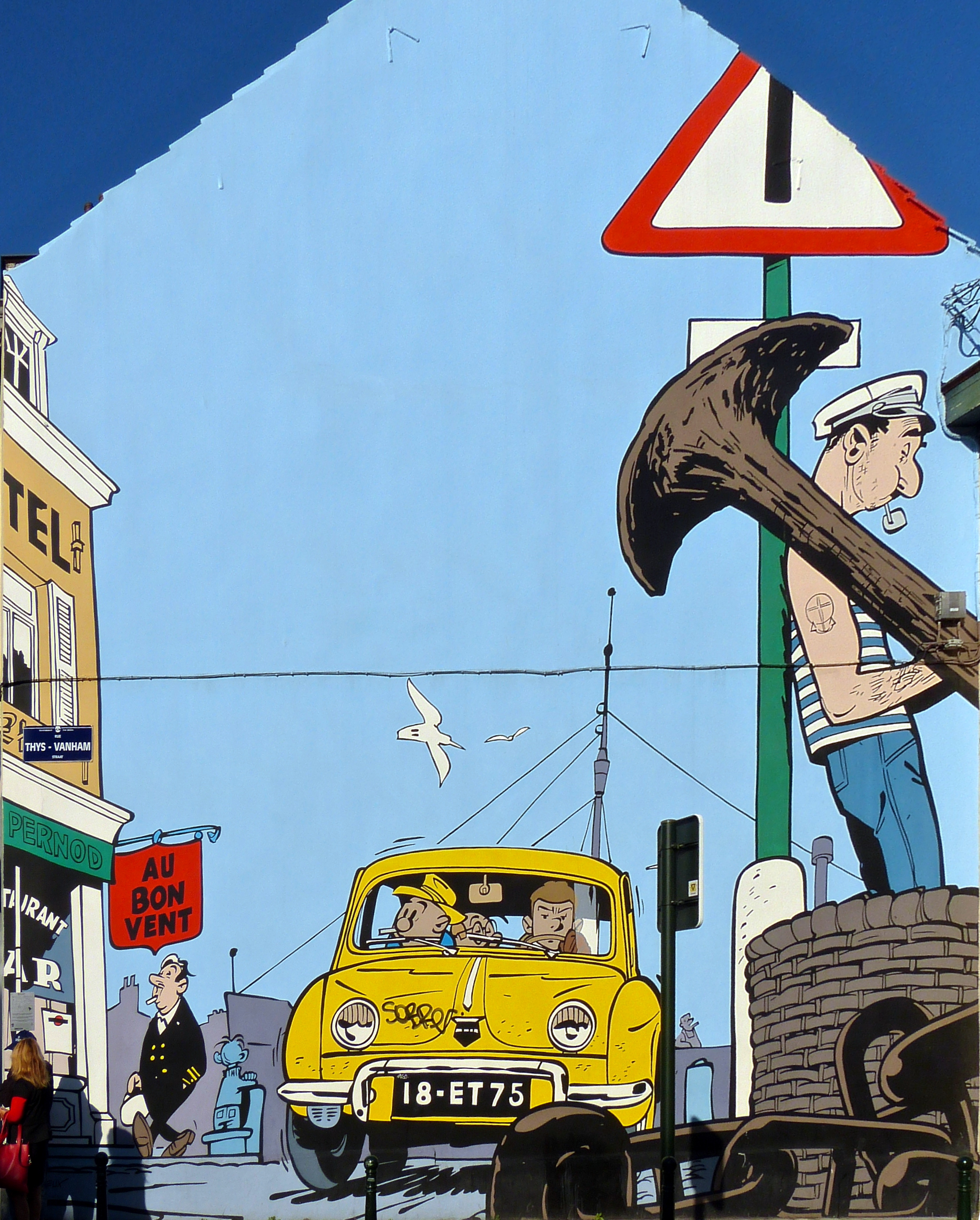
Scène issue de l'album Les cargos du crépuscule.

Gil Jourdan est une série de bande dessinée franco-belge policière créée par Maurice Tillieux le 20 septembre 1956 dans le no 962 du journal Spirou. La série est une reprise de Félix, autre série que Tillieux a dû abandonner en changeant d'éditeur ; ainsi, certaines histoires de Félix ont été adaptées ou redessinées pour en faire des histoires de Gil Jourdan. Pour les dessins, Tillieux est aidé par Jean-Marie Brouyère et Bob de Groot pour les albums no 11 et no 12. À partir de l'album no 13, le dessin est repris par Gos, Tillieux en assurant toujours le scénario.
La série met en scène Gilbert Jourdan, jeune licencié en droit, qui dirige un cabinet de détective privé. Ses collaborateurs sont Libellule, ex-malfrat dont Jourdan a organisé l'évasion, et une jeune assistante, Queue-de-Cerise. Il est aussi aidé par l'inspecteur Crouton, de la police judiciaire de Paris. Leurs enquêtes les emmènent aux quatre coins de France et du monde. Elles sont parfois teintées de fantastique ou de science-fiction.
La série a marqué par la qualité de son scénario, sa mise en scène cinématographique et l'atmosphère qui s'en dégage, ainsi que par les très nombreux accidents de la route présents et montrés souvent de manière réaliste, contrairement aux bandes dessinées de l'époque. C'est aussi une des rares bandes dessinées pour la jeunesse où l'argent et la réussite sociale sont des moteurs de l'action.
Gil Jourdan est publié dans le journal Spirou du no 962 du 20 septembre 1956 au no 2131 du 15 février 1979, puis dans le Super Tintin no 1 spécial policier en 1978. Elle est dans le même temps publiée en seize albums (brochés jusqu'en 1985) aux éditions Dupuis puis republiée, entre 1985 et 1987, en six albums « intégrale » appelés Tout Gil Jourdan. À partir de 2009, une nouvelle intégrale de la série sort aux éditions Dupuis.

## Synopsis
En France, dans les années d'après-guerre, Gil Jourdan, détective privé, élucide les disparitions, crimes et autres mystères en compagnie de son adjoint, Libellule, ancien cambrioleur, et de Queue-de-Cerise, son assistante.
Dans ses enquêtes, Jourdan peut compter la plupart du temps sur l'appui de la police française, le plus souvent représentée par l'inspecteur Crouton.

## Historique

### Contexte
Depuis la fin de la Seconde Guerre mondiale, Maurice Tillieux essaie sans succès de se faire réembaucher par Dupuis, et propose vainement ses services au Lombard. Il faut attendre 1955, et la publication de la série Marc Jaguar dans le journal Risque-Tout, pour que Dupuis, peut-être à la suite du départ de Franquin pour les éditions Le Lombard, décide de faire confiance à ce spécialiste de la ligne claire, bien que peu en vogue alors chez l'éditeur de Marcinelle.

### Création de la série
La série est créée en 1956 lorsque son auteur Maurice Tillieux est engagé au journal Spirou. Obligé par l'éditeur, qui préfère du neuf, de laisser tomber sa série policière Félix (qui paraît dans l'hebdomadaire concurrent Héroïc-Albums), il trouve un subterfuge en la recyclant sous le nom de Gil Jourdan, tout en modifiant les noms et physiques des personnages. Le héros Félix devient Gilbert Jourdan, Allume-Gaz devient l'ancien cambrioleur, Libellule, Alonzo Cabarez devient le policier Crouton, et Linda, figure féminine des derniers épisodes de Félix, est remplacée par Queue-de-Cerise. Le nom de Gil Jourdan a été créé par la femme de Maurice Tillieux, qui avait tout d'abord trouvé un nom, ressemblant à « Texaco », qui fut refusé par l'éditeur.
Si Maurice Tillieux transforme son héros en détective privé, c'est parce qu'il pense que le choix de ce métier, en le mettant donc au centre de l'intrigue, permet de raconter facilement des histoires et d'introduire toutes sortes de personnages ; de plus cela donne à Gilbert Jourdan la possibilité de gagner un peu d'argent.

### Publication dans le journalSpirou

Titre de la série dans le journal Spirou.

La série est publiée pour la première fois dans le no 962 du journal Spirou du 20 septembre 1956 avec l'histoire à suivre Libellule s'évade qui se termine dans le no 988 du 21 mars 1957. Elle rencontre tout de suite du succès auprès des lecteurs, les référendums organisés par le journal Spirou montrent que 80 % des lecteurs lisent régulièrement la série.
En 1960, sort le deuxième album de la série Popaïne et vieux tableaux, qui traite d'un trafic de drogue. Maurice Tillieux invente un stupéfiant imaginaire pour éviter la censure. Cela n'empêchera pas cet album, comme le fut l'album no 1, d'être censuré en France jusqu'en 1971 pour irrespect envers la police. Plus tard, en 1966, l'album no 9 Le Gant à trois doigts est censuré pour racisme.

### Assistants
Plusieurs albums de la série, comme Chaud et Froid, sont donc des reprises de la série Félix, et ce spécialement lorsque Maurice Tillieux tombe malade au point de ne plus pouvoir véritablement travailler le scénario. Ce procédé est courant pour l'époque, car, pour deux séries différentes, les lecteurs étaient rarement les mêmes d'une série à l'autre. C'est ainsi qu'avec l'aide de Jean-Marie Brouyère et de Bob de Groot, Maurice Tillieux passait les Héroïc-Albums sur la table lumineuse et redessinait certains albums de Félix, modifiant, par exemple, le personnage de Félix pour le faire ressembler à Gil Jourdan, sans que l'éditeur Dupuis soit au courant.

### Tillieux et Gos
De plus, durant cette période, Spirou n'a que trop peu de scénaristes ou autres assistants à disposition, mais les planches de Gil Jourdan, bien qu'avec des scénarios forcément « recyclés », sont tout de même indispensables au journal. Si bien qu'en 1968, Tillieux sollicité de toutes parts pour alimenter en scénarios les dessinateurs de Dupuis, de plus en plus nombreux, en arrive à un point tel qu'il n'a pas assez de temps pour pouvoir dessiner la série lui-même. Et c'est donc au Noël 1968, organisé par le journal Spirou, que se rencontrent Gos et Maurice Tillieux. Par hasard, Gos apprend que Tillieux ne peut plus dessiner Gil Jourdan, il lui propose alors de reprendre le dessin. Après une semaine, les essais sont concluants, et le premier Gil Jourdan dessiné par Gos, Carats en vrac, paraît dans le no 1677 du journal Spirou.

### Fin de la série
En 1972, lorsque Gos lance sa propre série, avec la parution du premier album de Khéna et le Scrameustache, intitulé : L'Héritier de l'Inca, Maurice Tillieux aurait dû reprendre le dessin de Gil Jourdan et le seizième album Entre deux eaux devait donc être le dernier dessiné par Gos. La mort de Maurice Tillieux le 2 février 1978, dans un accident de la route, met fin à ce projet et du même coup à la série, dont le dernier album sera achevé autant graphiquement que scénaristiquement par Gos.
Après la mort de Tillieux, les éditions Dupuis souhaitent faire reprendre le personnage de Gil Jourdan par un dessinateur de renom. Les différentes propositions furent refusées par la femme et les filles de Tillieux, devenues propriétaires du personnage, les éditions Dupuis étant quant à elles toujours propriétaires des droits d'exploitation.

## Inspirations
L'atmosphère créée par les personnages et les décors de Maurice Tillieux peut rapprocher la série des romans policiers de l'époque : Léo Malet (Les Nouveaux Mystères de Paris), Georges Simenon (Commissaire Maigret et autres) ou encore Frédéric Dard et d'autres écrivains de la Série noire, comme le montrent les clins d'œil de l'auteur.
Du côté du dessin, Tillieux était déjà chez Héroïc-Albums le spécialiste de la bande dessinée policière, s'inspirant notamment de Chester Gould (dont le Dick Tracy était paru peu avant dans Spirou). Tillieux, tout comme Morris pour Lucky Luke, va intégrer dans son dessin les techniques et procédés du cinéma réaliste : champ-contrechamp, fondu enchaîné, ligne de fuite chevillée sur l’horizon, accessoires et décors finement repérés, primauté du dialogue, etc..
En tant que représentant de la ligne claire chez Spirou, et grand admirateur d'Hergé, Tillieux fait parfois des allusions à Tintin, comme dans Surboum pour 4 roues, où une scène se rapproche beaucoup d'une de Coke en stock. Dupuis lui demandera parfois de se rapprocher du « mètre-étalon » maison, André Franquin, en élaborant des personnages au physique plus caractéristique, comme le maire et son adjoint des Moines rouges, puis le duo de malfrats des 3 Taches.
Le nom de Gil Jourdan peut être rapproché d'une autre série des années 1950 : Bill Jourdan. Celle-ci est toutefois du genre Western.

### Principaux personnages

#### Gilbert Jourdan

##### Biographie
Âgé de 20 ou 21 ans à peu près, il vient d'obtenir sa licence de droit et ouvre son propre cabinet de détective privé à Paris. Il a utilisé toutes ses économies pour l'ouvrir, et se donne six mois pour réussir : pour cela, il veut démanteler un trafic de popaïne, une drogue dure. Il aide alors Libellule, un cambrioleur condamné pour vol de bijoux, à s'évader de prison afin de l'engager comme assistant. Après avoir démantelé le trafic de popaïne, un grand journal payera cher le récit de l'aventure et permet à Gilbert Jourdan d'ouvrir une véritable agence de détective privé. Le chèque que lui donne Henri Zix pour avoir résolu l'histoire de La Voiture immergée lui permet de s'acheter une Renault Dauphine neuve.

##### Portrait physique
Le physique du héros principal de la série évolue peu au cours de la série. Il porte un costume bleu, un nœud papillon droit rouge, une paire de gants et un imperméable ; il est parfois coiffé d'un feutre mou. Il est un des rares héros de bande dessinée de la décennie à être habillé en adulte. Ses cheveux sont rejetés en arrière à la manière des jeunes Américains de l'époque. Sa silhouette est plus fine que celle des personnages de bande dessinée de l'époque.
De légères modifications interviennent au fil des albums. Son épi rebelle, et ses quelques taches de rousseur sur le visage, disparaissent, sa silhouette sera légèrement épurée graphiquement.

##### Portrait psychologique
Gilbert Jourdan se place dans la tradition « héros de bande dessinée » de l'après-guerre. Chevaleresque, avec ses amis comme avec ses ennemis, il défend les opprimés et montre toujours un grand respect de la vie humaine. Toutefois, dans l'épisode La guerre en caleçon, aux commandes d'un avion bombardier, il tue son adversaire sans défense en lâchant une bombe sur la locomotive pilotée par celui-ci. En général, Gil Jourdan préfère se servir de son intelligence plutôt que de ses poings, même si par moments il est bien obligé d'utiliser la force.

#### Libellule

##### Biographie
André Papignolles, dit « Libellule », est un ancien cambrioleur, réputé pour savoir ouvrir n'importe quelle serrure, même si sa spécialité est l'ouverture « au toucher » des coffres-forts. Condamné à huit ans de prison à la prison de Fresnes pour avoir volé les bijoux de Lola Martino une célèbre chanteuse, il s'évade (à son insu, mais de son plein gré) avec l'aide de Gilbert Jourdan. Celui-ci l'engage alors comme assistant pour démanteler un trafic de drogue. Cette enquête réussie, il sera définitivement engagé dans l'agence de détective privé de Jourdan.

##### Portrait physique

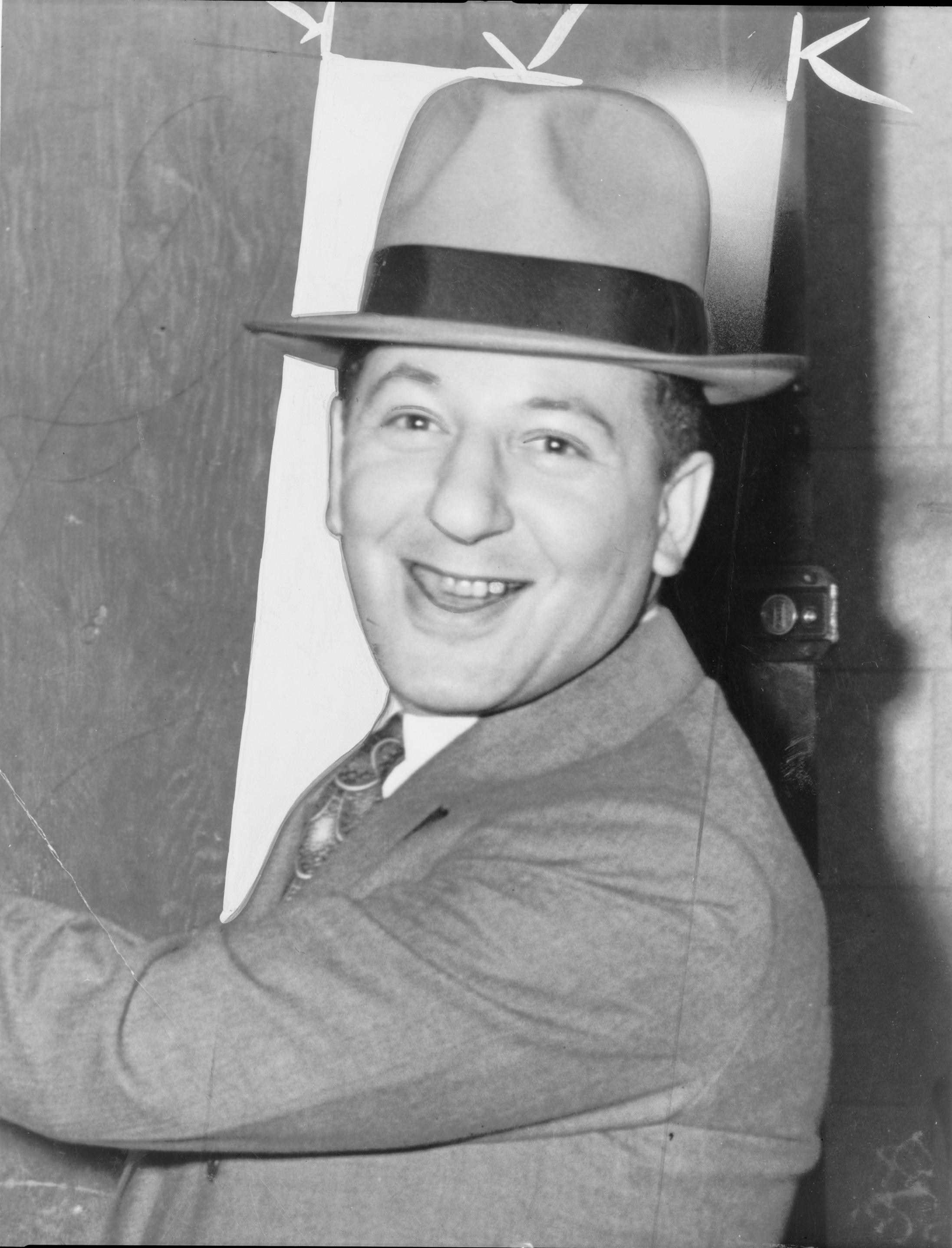
Lepke Buchalter, archétype du gangster des années 40

Les habits de Libellule ne changeront pas au cours de la série : il apparaît dès la première case avec un costume jaune, une cravate lie-de-vin, un chapeau mou sur la tête (tantôt jaune, tantôt vert). Son allure est rondouillarde et son crâne chauve, le tout complété par une cigarette. Son physique est alors celui des truands parisiens de la décennie tels qu'ils sont représentés dans le cinéma de l'époque. Le seul changement physique visible au fil des albums sera un léger raccourci physique, qui se traduira par un affinement de sa silhouette, tout en gardant sa figure ronde.

##### Caractère
Le trait de caractère principal de Libellule est l'humour et plus précisément le jeu de mots qui ne fait rire personne d'autre que lui. D'autres traits de caractères ressortent de la personnalité de Libellule. Il est doté d'un très fort optimisme, présent dès le début de la série lorsque Gilbert Jourdan le fait évader, dans l'album no 1 Libellule s'évade. Il est capable de passer du fou rire à la colère noire en un rien de temps, et ce généralement pour rien.
Il se caractérise aussi par un manque de courage tout aussi fluctuant que son humeur, un attachement et une fidélité à ses amis. Il oublie sa lâcheté toute relative lorsqu'il faut venir au secours de Gilbert Jourdan, quitte à renoncer à ses problèmes personnels,. Parfois, il fait même preuve d'initiative et de hardiesse, en prenant l'enquête à son compte.
Exubérant, son langage et sa gouaille sont dans la tradition des bandits cinématographiques de l'époque.

##### Portrait psychologique
La psychologie de Libellule au cours de la série va complètement évoluer. Bandit dans le premier épisode, il devient honnête homme. Cette mutation s'opère petit à petit au cours du premier album Libellule s'évade. Après son évasion, Libellule « rechute » sur le paquebot « Volturno » ; Gilbert Jourdan pratique alors le langage que comprend le mieux Libellule : les coups. Une dernière fois, Libellule doit faire son choix lorsqu'il s'agit de sauver ou non Gilbert Jourdan, en danger de mort. Une alternative s'offre à lui : l'abandonner à son sort et revenir au banditisme, ou alors le sauver et se condamner à l'honnêteté. Après une rapide et intense réflexion, il opte pour la seconde solution par amitié pour Gilbert Jourdan. Ce changement d'attitude est souligné dès le début de l'album suivant : Libellule, muni de papiers « en règle », attend avec Jourdan, sans papiers pour sa part, que Crouton les retrouve. L'attitude de Libellule à ce moment-là est celle qu'il adoptera pour le reste de la série : il ne discute pas les ordres de Jourdan, bien qu'il râle toujours pour la forme.

#### Crouton

##### Biographie
Jules Annibal Crouton, célibataire âgé de quarante ans, officie en tant qu'inspecteur à la Police Judiciaire. Pour avoir laissé Libellule s'échapper, il sera transféré à la brigade des stupéfiants, où il résout avec l'aide de l'agence Jourdan une affaire de trafic de popaïne. Revenu à la P.J., il aide et soutient désormais l'agence Jourdan dans ses enquêtes. On ne lui connaît ni vie privée ni famille (sauf un vieil oncle à Noilly).

##### Portrait physique
Le physique de Crouton ne sera que légèrement modifié au fil des albums. Il porte un étriqué costumé noir à l'ancienne, des lunettes de myope et une moustache rousse qui provoque le rire chez ses contemporains. D'une silhouette très fine, un bon cigare ou une cigarette aux lèvres, il est toujours muni d'une canne. Son physique fait très « vieille France », mais est néanmoins celui d'un honnête homme très attachant. Sa silhouette est l'exact contraire de celle de Libellule : lui est fin, l'autre est rond, lui porte des costumes sombres, l'autre des costumes de couleurs voyantes.
D'après une confidence de Gos, l'apparence de l'inspecteur Crouton serait une caricature du père de Maurice Tillieux.

##### Portrait psychologique
Crouton est psychologiquement le contraire de Libellule. Plutôt introverti, timide et pudique, son caractère est en rapport avec son physique. Professionnel sérieux, voire désuet pour certains, il sauvera, grâce à cette qualité, la vie de Gilbert Jourdan à plusieurs reprises. La psychologie de Crouton va évoluer au cours de la série : il est dépeint au départ comme un fonctionnaire besogneux et naïf, dépassé par les évènements, victime des réflexions sarcastiques de ses collègues et du duo Gilbert Jourdan-Libellule. C'est à partir du troisième album qu'il évolue significativement : il devient attachant, simple et fidèle en amitié dans un monde qui n'est pas vraiment fait pour lui. Il passe aussi du simple naïf à l'étourdi attachant.

##### Fonction dans la série
Au début de la série, Crouton, malgré lui, légalise l'action de Gilbert Jourdan qui a violé la loi en aidant le bandit Libellule à s'évader. Par la suite, il devient un adjuvant en apportant son aide, ou celle de la police, à l'agence de Gilbert Jourdan, même si par moments il tente seul une enquête parallèle pour accéder au grade de commissaire. Enfin, il sera un complice, puis un ami total et dévoué, de Gilbert Jourdan.
C'est dans ce dernier rôle que Crouton va se révéler être le plus utile. Il se transforme alors en homme des coups de théâtre qui sauve Jourdan de situations désespérées. Utile au scénario, il est aussi la victime désignée des gags de ses compagnons, à commencer par Libellule. Mais si dans l'album no 1, Libellule s'évade, il est ridiculisé, cette situation évolue par la suite, de la même façon que son statut, et il devient la victime de gags sans en souffrir psychologiquement ou professionnellement.
Comme l'indique l'introduction de cet article, Maurice Tillieux a essentiellement repris dans Spirou le trio qu'il avait créé dans Héroïc-Albums. Dans l’œuvre originale, Cabarez (première incarnation de Crouton) était, tout comme Allume-Gaz (première incarnation de Libellule), un employé de Félix, alors que, dans Gil Jourdan, l'auteur doit parfois se livrer à des contorsions pour expliquer comment un inspecteur de police peut accompagner un détective privé et son assistant dans des aventures qui se passent loin de Paris. Ainsi Crouton prétexte un congé pour accompagner Gil Jourdan dans La Voiture immergée et des vacances pour expliquer sa présence dans Le Chinois à deux roues. Son irruption en compagnie de Libellule au Gomen dans Le Gant à trois doigts paraît encore plus tirée par les cheveux.

#### Queue-de-Cerise
Queue-de-Cerise est la très jeune (elle a dix-sept ans, donc mineure au début de la série) assistante de Gilbert Jourdan. Robe ou pantalon noirs, veste rouge, boucles d'oreille blanches, cheveux noirs et bouche mince, elle n'apparaît qu'épisodiquement, se montrant toujours efficace. Elle est apparemment orpheline, toute sa famille s'étant tuée dans un accident de chemin de fer, comme elle l'indique à Libellule au cours de leur première rencontre. Parlant neuf langues, elle utilise la sienne pour ses disputes et autres chamailleries avec Libellule. Excepté dans les deux premiers albums, elle change de coiffure à chaque épisode. Pas très jolie au début de la série, elle évolue principalement quand Gos reprend la série, pour devenir plus attrayante, souriante et féminine. On ne connaît pas son véritable nom.
C'est également le seul personnage secondaire à effectuer elle-même seule une enquête dans L'homme au pull blanc, dans la seule histoire où Gilbert Jourdan n'intervient pas. Même si Crouton lui apporte l'aide de la police, c'est elle qui arrive à la conclusion de l'enquête, prouvant que Jourdan a pleinement confiance en ses qualités de détective. C'est également le seul personnage récurrent à ne pas apparaître dans un album entier.

### Personnages secondaires

#### Méchants

##### Présentation
La série ne contient aucun méchant récurrent ; tous n'apparaissent qu'une fois au cours d'une enquête. Plusieurs types de criminels sont représentés : mafieux, gros bras, éminences grises, despotes, escrocs, malfrats, petites frappes… Différents aspects de la criminalité sont abordés : trafics en tous genres, attaque à main armée, espionnage international, escroquerie… Ces méchants agissent par bêtise (surtout les seconds couteaux), par appât du gain et/ou goût du pouvoir.

##### Libellule s'évadeetPopaïne et vieux tableaux

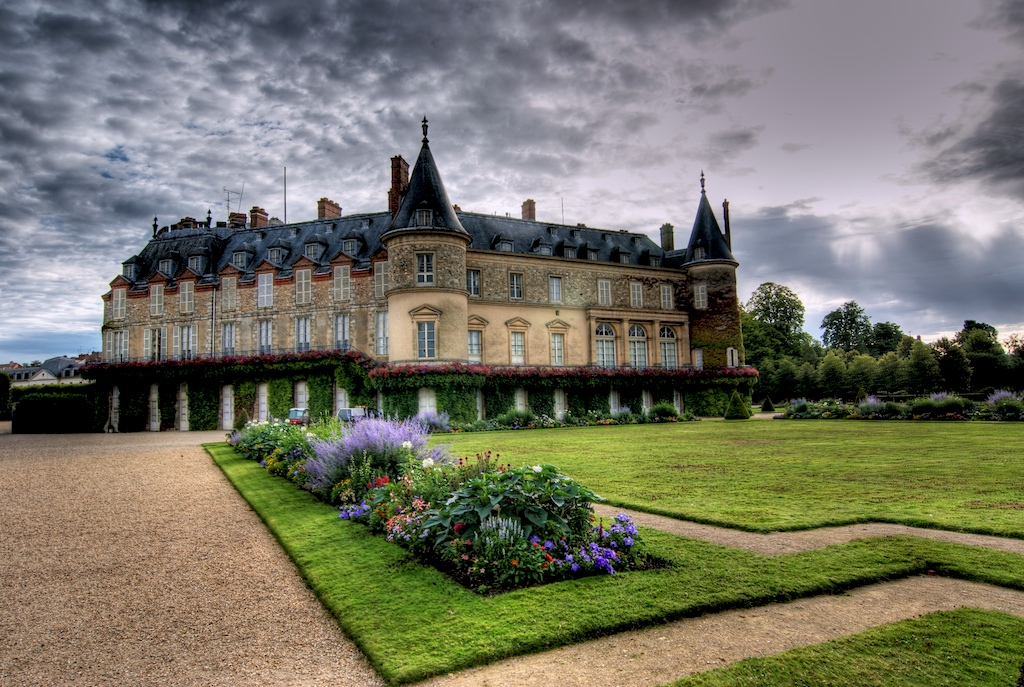
Le château que possède Stéphane Palankine ressemble fortement au château de Rambouillet, mais la façade représentée dans le guide de Queue-de-Cerise ressemble au château de Mesnières.

Les héros sont aux prises avec les trafiquants de drogue Nello Malabarte, un gangster rusé et prudent portant une moustache et des cheveux ondulés, et Stéphane (Serge) Palankine, propriétaire d'un château près de Rambouillet et grand amateur d'art, cerveau du trafic de Popaïne, intelligent, portant des lunettes et un fin collier de barbe.

##### La Voiture immergée
Manuel Bocca, le secrétaire de Nikita Zix, tente de faire échouer l'enquête de l'agence Jourdan. Maigre et légèrement chauve, il porte une petite moustache en forme de guillemet.

##### Les Cargos du crépuscule
Les bandits de ce 4e album sont plusieurs, à commencer par Jo-la-Seringue un prisonnier évadé, spécialiste des attaques de banque. Son avocat, Samson Loucq qui porte une petite moustache fine et un long nez. Le docteur Francis Join, médecin de Jo qu'il a opéré en prison, assez costaud et portant une fine moustache et des cheveux coupés en brosse. Son assistant en prison, Jean Lenoir, lui aussi costaud et possédant un nez pointu et des sourcils épais.

##### L’Enfer de Xique-Xique

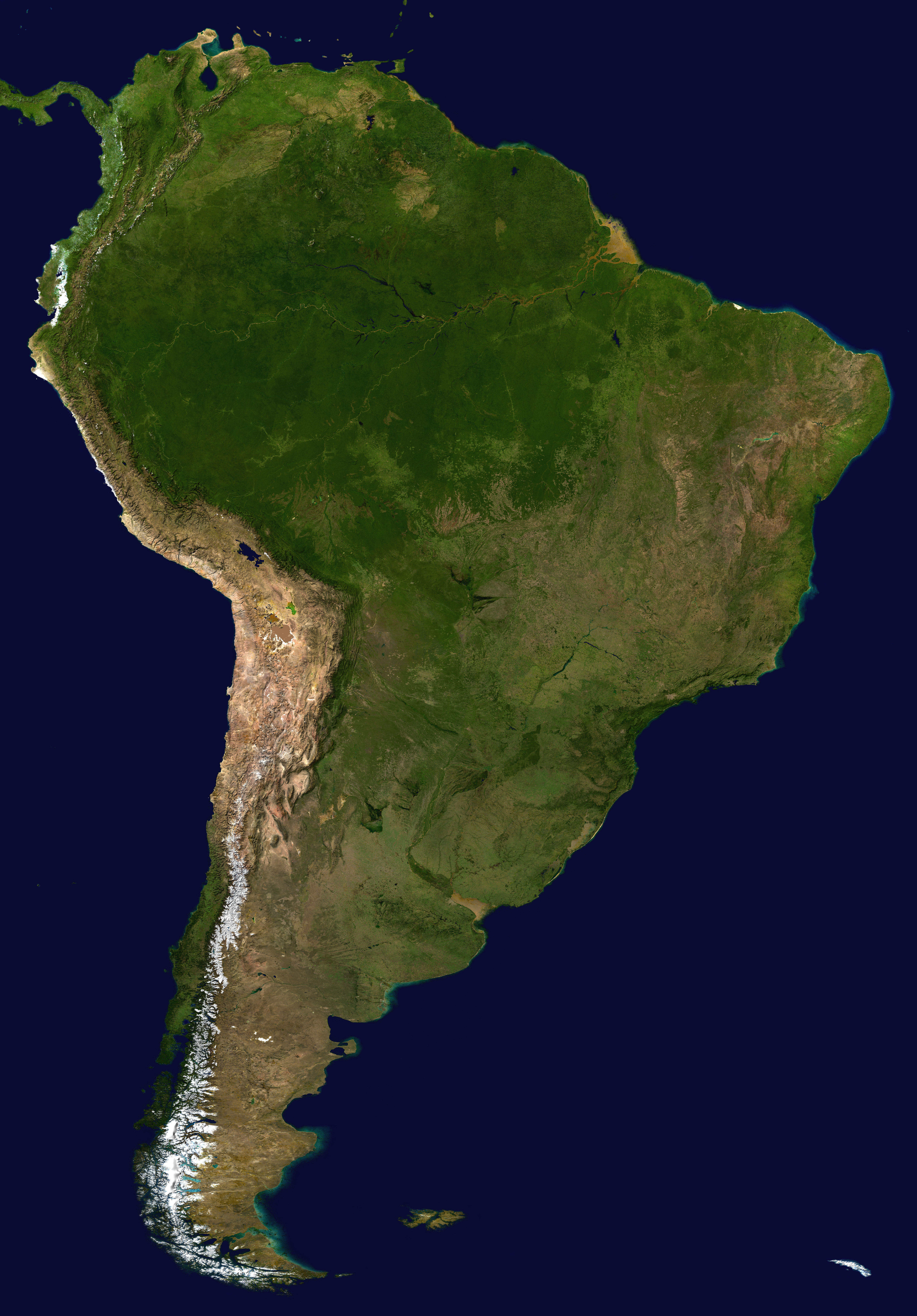
L'Amérique du Sud, continent où se trouve le Massacara présent dans l'album no 5 L'Enfer de Xique-Xique.

Les héros sont aux prises avec un État entier, en l'occurrence celui du Massacara, en Amérique du Sud, à commencer par son président, le dictateur Primo Calderon, brute bedonnante portant une moustache inspirée de celle d'Adolf Hitler. Deux personnages importants sont Carlos Enrico et Ramirez, employés à l'ambassade du Massacara à Paris. Le premier est petit, maigre et idiot, avec un long nez ; après l'échec de l'une de ses missions, il est envoyé au bagne de Xique-Xique et se retrouve en partie responsable de la réussite de l'évasion de Gil Jourdan. Quant au second, il pèse 120 kilos et porte une moustache et des cheveux en brosse. Le capitaine Escudero, costaud, arbore un gros nez et un menton en galoche.

##### Surboum pour 4 roues
Les héros sont opposés à un gang de braqueurs de banque dont le chef Francesco Canelli est doté d'une moustache et d'un gros nez. Antonio Ilmonaco, dit Toni-le-Martiniquais, maigre avec des lèvres épaisses et une moustache, souffre d'un tic : celui de dessiner des révolvers. Pignoul, le jardinier de Marc Rouleau, a une silhouette maigre, un nez énorme. « Prof », un expert en démolition de voitures, est petit et mince. « Catcheur » est pour sa part un rouquin idiot et mal rasé.
Henri Dufour, chef de service de la banque de Savajols, a les cheveux gominés et une petite moustache. Ayant des dettes de jeu, et s'étant servi des fonds de sa banque pour rembourser celles-ci, il est contraint par Canelli d'aider les braqueurs dans leur plan.

##### Les Moines rouges
Antoine Vernet, un évadé d'un hôpital psychiatrique, chauve pourvu d'un gros nez, est l'adversaire de l'album.

##### Les 3 Taches
L'agence Jourdan et la police française sont confrontés à des bandits qui cherchent à repérer l'emplacement exact d'un gisement de diamants au Dahomey (actuel Bénin). Notamment Skip, un bandit au grand nez qui est atteint d'un tic de prononciation : il commence souvent ses phrases par « Je n'ai pas mis quarante ans à... ». Son complice Aldo, avec qui il forme un duo comique, est un bandit aux cheveux blonds qui lui descendent jusque devant les yeux. Stupide, il a des dents de lapin. Son seul domaine de compétence est la géologie puisque c'est le seul livre qu'il ait lu en prison. Mortimer est un géologue de forte corpulence avec les cheveux crépus et des lunettes. Mikoief Sorbinsky, alias « Dupont » pour la France, est un aventurier international de grande envergure.

##### Le Gant à trois doigts
L'agence Jourdan accepte une mission de la France à l'émirat de Gomen ; ses ennemis sont donc les représentants de cet État, à commencer par l'émir Ben Mehmed, physiquement corpulent avec de petites moustaches et un gros nez, il répète souvent « Bon ça ! » pour souligner une remarque ou une action qui lui semble digne d'intérêt ; il écrit ses réflexions saugrenues voire infantiles dans un calepin. Ali, chef de la police de la ville de Gomenorhabad (capitale de l'émirat), porte les cheveux gominés.

##### Le Chinois à deux roues

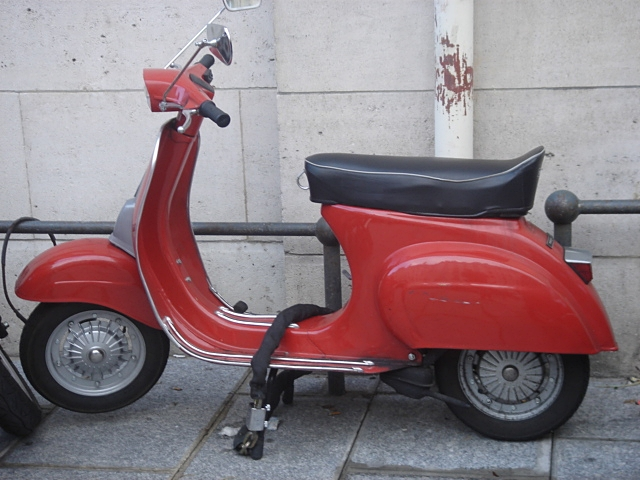
Les bandits de l'album no 10 Le Chinois à deux roues sont des trafiquants de scooter.

Les ennemis de l'album no 10 sont des trafiquants de scooters et leurs complices. Wu le secrétaire de Liu Chang Lien, qui a engagé l'agence Jourdan pour enquêter sur le trafic de scooters, est un informateur des trafiquants. Il est maigre et porte des lunettes. Archie, un bandit de type européen qui aime faire son travail sérieusement, souffre d'obésité. Cochran est au contraire un gangster fort maigre. Li-Chi et Lumpia, des paysans chinois, forment un duo de complices ; le premier est grand, mince et assez inexpressif. Le second est gros avec des moustaches tombantes. Mac Aulif, un bandit anglais, est roux et très corpulent.

##### Chaud et froid
Le méchant principal dans l'album no 11 est Andreos Anabasis, dirigeant d'une entreprise de machines frigorifiques et trafiquant de fourrure. Il est mince, le crâne chauve et porte une paire de lunettes noires. Dans l'histoire Le Grand Souffle, qui fait partie du même album, les méchants sont deux espions : Hans Hurner et son complice Horlof. Le premier est un fanatique, sans un cheveu sur la tête et avec des lunettes noires, le second est un idiot, grand et chauve lui aussi. Dans la courte histoire La Maison du mystère, elle aussi présente dans l'album no 11, c'est Simon Legris, spécialiste en fabrication de masque de latex, qui est arrêté. Physiquement, il est gros avec une fine moustache.

##### Pâtée explosive
L'ennemi est Michalowsky, espion industriel, mince avec les cheveux noirs, des lunettes et mal rasé. L'aventure La guerre en caleçon, présente dans le même album, envoie nos amis dans la République de Macasara, alors en guerre contre son voisin le Coronador. Ils doivent rechercher trois espions coronadoriens.

##### Carats en vrac
Les ennemis sont répartis en plusieurs bandes. Fredo est un bandit au sale caractère, de petite taille et portant une fine moustache. Son complice Pierrot Courtepatte un malfaiteur assez gros et idiot avec beaucoup de cheveux. Jo Martanelli leur patron, un gangster spécialisé dans les pierres précieuses. Pierre Lecourtin, quant à lui, est un marin de Marseille qui accompagne d'abord Gilbert Jourdan et Libellule. Il est petit, mal rasé et a les cheveux noirs.

##### Sur la piste d'un 33 tours

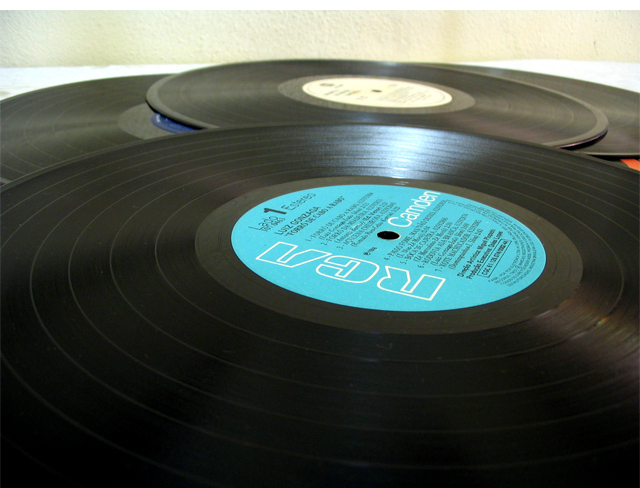
Un disque microsillon 33 tours, l'objet que souhaitent récupérer les espions de l'album no 15 Sur la piste d'un 33 tours.

Les ennemis du quinzième album sont une bande d'espions, qui veulent récupérer un disque contenant des formules industrielles, échangé par erreur avec un disque que Libellule voulait offrir à Crouton. La bande est composée de Lulu, un bandit avec une certaine éducation au crâne dégarni, d'Anselme Rossini, un chef de bande colérique et assez costaud ainsi que d'Arsène, un bandit stupide et impulsif, de petite taille et qui a les cheveux noirs.

##### Autres histoires
Le malfaiteur de l'histoire courte L’Homme au pull blanc est Léon Canone, ouvrier qui veut se venger de Fredo Manzini, ex-directeur de cirque. Physiquement, Fredo a un long nez et un regard triste.
Dans l'histoire courte Les Santons, l'adversaire de l'agence est Onenoff, espion a priori soviétique, gros avec des lunettes et le crâne rasé, qui souhaite récupérer un santon, acquis par erreur par Crouton, contenant des plans.

#### Clients
Des victimes ou leurs proches font appel à l'agence, mais Jourdan travaille aussi pour l’État français, ou à la demande de la police lorsqu'elle ne parvient pas à résoudre un problème. Gil n'agit de son propre chef que lors de sa première enquête, ou lorsqu'il y a danger. Le démantèlement du trafic de popaïne lui permet de lancer son entreprise. Ensuite, les clients font directement appel à ses services. En retour, le détective est rémunéré. Il gagne aussi une réputation en travaillant pour l’État ou la police. Très vite, grâce à ses succès, il obtient ses entrées dans les commissariats et l’estime de Crouton qui lui rend bien des services. Les clients sont à l’origine et à la conclusion de la plupart des enquêtes.
C'est dans l'album no 3, La Voiture immergée, que l'agence Jourdan reçoit son premier client en la personne d'Henri Zix, qui souhaite enquêter sur la mort de son oncle Nikita Zix, un antiquaire parisien. Physiquement, ce premier client a les cheveux blancs, de grosses lunettes et une moustache.
Le second client de l'agence est René Cambon, petit employé portant des lunettes et un gros nez, dans l'album no 5 L'Enfer de Xique-Xique : il souhaite retrouver son frère Jean qu'il soupçonne d'avoir été enlevé par la République de Massacara.
Dans l'album no 6 Surboum pour 4 roues, c'est Gilbert Jourdan lui-même qui propose ses services à Marc Rouleau, ex-colonial costaud aux cheveux blancs qui réside désormais en Lozère ; son péché mignon est de fumer la pipe.
Hyacinthe Laplume, le maire du village de Labarre-Hilaire, et son adjoint Benoît Chassemouche sont les clients de l'agence dans l'album no 7 Les Moines rouges. Ils font appel à Gilbert Jourdan pour éclaircir le mystère du fantôme des ruines du monastère. Physiquement, Laplume est gros, timide, mal rasé, nez busqué et cafouillant ses phrases. Son adjoint est un idiot à moustache blonde et au menton fuyant. Ce seront les seuls clients de l'agence qui essaieront de berner le détective.
Ruper Werner, client de l'album no 8 Les 3 Taches, est le directeur d'une entreprise de photographie aérienne. Il porte des lunettes, n'a quasiment plus de cheveux sur la tête et fume le cigare. Il souhaite s'adjoindre les services de l'agence, après recommandation de Crouton, pour résoudre le mystère d'un cambriolage dans son entreprise.
Dans l'album no 9, Gilbert Jourdan travaille pour l'État français.
Le client de l'album no 10 Le Chinois à deux roues est Liu Chang Lien, entrepreneur chinois qui a le monopole de la vente des scooters dans son pays, et qui se sent victime d'un trafic concurrent. C'est le premier client de cette envergure : il explique à Jourdan être très influent dans son pays, et lui assure la collaboration de toutes les autorités locales. Physiquement, ce dernier est très gros et porte une paire de lunettes.
Dans l'album no 11 Chaud et froid, Gilbert Jourdan aide un ami de Crouton, le commissaire Bondo de la police de la principauté de Monte-Cavallo. Dans l'histoire Le Grand Souffle, présent dans le même album, Gilbert Jourdan se déplace à Florac dans l'Aveyron sur la demande de Jean Grumeau, le frère de son concierge.
Dans l'album no 12 Pâtée explosive, Gilbert Jourdan enquête en accord avec la police de Saint-Denis et de son commissaire. Dans l'histoire La guerre en caleçon présente dans le même album, l'agence Jourdan se rend dans la République de Massacara à la demande de l'État français.
Dans l'album Gil Jourdan et les fantômes, quatorzième de la série, Gilbert Jourdan aide un ferrailleur, Tino Blampain, dont il a entendu l'histoire par hasard après avoir conclu une enquête en Normandie. Celui-ci a aperçu son frère Marcel la veille, alors que Marcel a été déclaré décédé une semaine plus tôt. Physiquement les deux ont les cheveux en bataille et sont mal rasés, Marcel porte en plus une grosse moustache.
Le client de l'histoire Entre deux eaux présent dans le seizième album est Pierre Lecanut, un collectionneur de matériel de guerre qui habite à Fairebœuf près de Saint-Nazaire, il est petit, possède une longue moustache noire et un grand nez.
Dans l'histoire courte L’homme au pull blanc qui met en vedette Queue-de-Cerise, le client Fredo Manzini est un ex-directeur de cirque. Elle s'occupe de ce client car Gilbert Jourdan est en déplacement en province.

#### Alliés
Les alliés de Gilbert Jourdan sont d'abord ses amis de Paris, qui l'ont aidé à monter son affaire, et envers qui il peut avoir une confiance quasi aveugle, même si ce n'est jamais montré au cours de la série. Il y a Émile Castou, ferrailleur mal rasé qui fume sans arrêt une cigarette et qui n'hésite pas à faire une petite entorse à la loi de temps en temps. On trouve aussi Henri, propriétaire du petit café en bas de l'agence Jourdan où Gilbert Jourdan et ses acolytes se retrouvent pour parler de l'enquête ; physiquement petit, il a quelques cheveux sur la tête et une petite moustache fine. Toni, teinturier et voisin de l'agence Jourdan, a déjà sollicité dans le passé Gilbert afin de régler un problème de comptabilité ; il est roux avec une barbe, et aime fumer la pipe.
Jean Cambon, présent dans l'album no 5 L'Enfer de Xique-Xique est l'inventeur d'une arme à ultrasons que souhaite acquérir la République de Massacara ; il aidera par ses connaissances Jourdan à s'évader du bagne de Xique-Xique.
Philippe Chardin, espion français présent dans l'album no 9 Le Gant à trois doigts est maigre, a les cheveux blonds avec un nez cassé et pointu. Il aide Jourdan et ses amis à échapper à la police de l'émir du Gomen.
Jo-la-Barquette présent dans l'album no 16 Entre deux eaux est un clochard alcoolique, mal rasé avec un gros nez. Il aide Jourdan à reconnaître les voix de ceux qui ont subtilisé un sous-marin.

#### Policiers
Il y a aussi les policiers qui aident plus ou moins l'agence Jourdan le plus souvent par l'intermédiaire de Crouton. Le commissaire Sanpoil, supérieur de Crouton, porte une moustache et fume la pipe ; il apparaît dans Libellule s'évade.
Le commissaire Lacassagne, de la police de Marseille, est grand avec une fine moustache. Brocard, gendarme à Labron dans le Morbihan, est assez enveloppé et amateur de cidre, ce qui ne l'empêche pas d'être efficace dans La Voiture immergée.
Dans l'album no 11 Chaud et froid on découvre le commissaire Bondo de la police de la principauté de Monte-Cavallo ; ami de Crouton, il a l'air plus jeune que ce dernier, et est coiffé en brosse comme le héros.
Deux gendarmes aident Jourdan et Crouton dans l'album no 14 Gil Jourdan et les fantômes on ne connaît le prénom que d'un, Lebrun, un petit rouquin.
L'inspecteur Deville présent dans l'histoire courte Coup d’éclat est gros et porte une petite moustache.

#### Autres
Oblap Ossapip et Papaoucektamimonos, respectivement peintre et armateur-mécène grec sont enlevés par Gilbert Jourdan et Libellule déguisés dans l'album no 2. Dans cet album interviennent aussi le Marquis de Laporte de Derrière, dur d'oreille, portant monocle et de grosses moustaches blanches, et Adhemar de Lamarche de l'Escalier de Lacave, un critique d'art petit et rond de visage.
Le père Mathieu, fermier à Petit-Crépy, est un vieux barbu de petite taille, présent dans l'album no 4 Les Cargos du crépuscule.
Pombo, cuisinier dans le bagne de Xique-Xique, est un maigrichon au petit nez présent dans l'album no 5 L'Enfer de Xique-Xique.
Luc Renard, un jeune photographe mince et roux est enlevé par des bandits dans l'album no 8 Les 3 Taches.
Le professeur Tanaro, spécialiste en thermonucléaire enlevé par l'émirat de Gomen dans Le Gant à trois doigts ; il est gros avec des lunettes, et il lui manque deux doigts à une main, ce qui donne son titre à l'album.
Bergame et Jean-Louis, respectivement fourreurs dans la principauté de Monte-Cavallo et à Viterba, apparaissent dans l'album no 11 Chaud et froid : le premier porte une fine moustache et des lunettes, et le second un nez pointu et des cheveux qui lui tombent sur le front. Monsieur Grumeau, le concierge de l'immeuble de Gilbert Jourdan, apparaît à partir de l'histoire Le grand souffle, elle aussi dans l'album no 11 : il est plutôt âgé, chauve, une moustache blanche et des lunettes. Présent dans la même histoire, le professeur Legrand est un spécialiste en aviation supersonique ; il a le front dégarni et une paire de lunettes.
Le docteur Fourgue, un inventeur présent dans l'album no 12 Pâtée explosive, est chauve, avec une grosse barbe blanche et une paire de lunettes. Dans le même album, l'histoire La guerre en caleçon met en scène le Colonel Diaz, responsable à la sécurité du territoire au Macasara ; il porte les cheveux gominés, une fine moustache et des lunettes. Présente aussi dans l'album no 12, l'histoire La poursuite relate la première rencontre entre Crouton et Libellule. On y rencontre la cantatrice Lola Martimo, à qui Libellule vole les bijoux (il écopera pour ce larcin de huit ans de prison). Lola est mince avec de longs cheveux noirs ; son impresario Harold, de forte corpulence, porte un fin collier de barbe et des cheveux noirs. On y voit aussi Lefilet, un vieux monsieur coiffé d'un chapeau melon et portant une moustache blanche, qui sera le chauffeur perturbé de Crouton.
Sébastien, un garde barrière habitant la Camargue, et portant une petite moustache, des lunettes et un béret, figure dans l'album no 13 Carats en vrac. Présent aussi dans cet album, G. Larouille, transporteur de vieux métaux mal rasé, ainsi que Marco, truand bien habillé et portant une fine moustache, propriétaire d'un bar à Pigalle.
Henri est le patron de l'Hôtel du Centre dans l'album no 14 Gil Jourdan et les fantômes ; il a les cheveux noirs et un gros nez.
Raymond, journaliste à France Inter présent dans l'album no 15 Sur la piste d'un 33 tours, et ami de Queue-de-Cerise, a les cheveux noirs avec des lunettes. Le professeur Berger, de taille assez petite, est vieux, possède une moustache et des cheveux blancs.
Jojo, un mécanicien assez lâche est présent dans l'histoire courte Coup d’éclat.

## Analyse

### Félix et Gil Jourdan

#### Les ressemblances entre les personnages

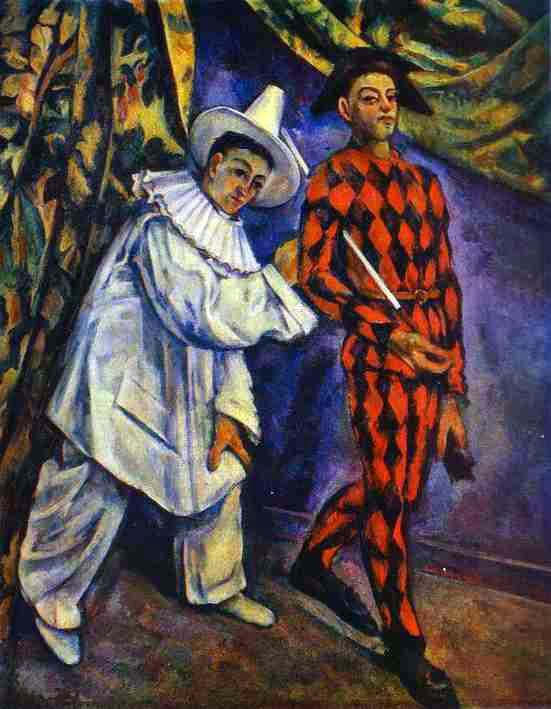
Représentation de Pierrot et d'Arlequin par Paul Cézanne.

Par leur physique et leur caractère, Gilbert Jourdan et Félix sont assez proches, surtout dans les dernières versions de Félix (ce personnage a beaucoup plus évolué graphiquement que Jourdan au cours de ses aventures). Seuls la couleur des cheveux (rousse pour Félix, châtain pour Jourdan) et le port de lunettes (par Félix, et non par Jourdan) les différencient. Gil Jourdan fait néanmoins moins « peuple » que Félix : il est a priori plus éduqué et cherche à s'habiller de façon plus élégante.
Allume-Gaz est distrait, maladroit, et fait souvent le pitre, mais n'a guère de qualités pouvant épauler le héros. Son pendant dans la nouvelle série, Libellule reprend le « costume » du comique, en y incluant celui de cambrioleur repenti. C'est un collaborateur précieux autant pour ses connaissances techniques que pour ses relations dans le milieu. Il prend également du « relief », doté de mensurations plus imposantes que son prédécesseur, c'est un gros bras comparé au fluet Gil Jourdan. Graphiquement, la ressemblance entre Libellule et Allume-Gaz est assez flagrante dans un album de 1958 de la série Ange Signe, titre de Félix pour le magazine Ima L'Ami des Jeunes : Allume-Gaz porte déjà un chapeau vert et un imperméable jaune.
Quant à l'inspecteur Crouton, il reprend la couleur rousse de la pilosité de Félix, a une moustache plus imposante que Cabarez, et une silhouette plus maigre, mais ils portent tous deux le même costume noir. Ainsi le duo Allume-Gaz/Cabarez, stéréotype du duo Auguste/Clown blanc, est reconstitué dans le couple Libellule/Croûton, les différences physiques des deux protagonistes en accentuant encore les effets.
L'assistante de Gil Jourdan, Queue-de-Cerise est une version améliorée (plus engagée dans l'action) de Linda, présence féminine qui accompagne Félix dans ses dernières aventures.

#### Les ressemblances entre les histoires
À plusieurs reprises, Maurice Tillieux adapte et redessine des histoires de Félix pour la série Gil Jourdan. Pilier du journal Spirou, Tillieux alimente en scénarios plusieurs dessinateurs du journal, il n'a pas le temps de travailler sur sa propre série. À la fin des années 1960, il tombe malade et ne peut plus dessiner. Obligé de continuer à fournir ses planches de Gil Jourdan, il réutilise avec l'aide de Jean-Marie Brouyère et Bob de Groot d'anciennes histoires de Félix.
Ainsi, les deux premières histoires de Gil Jourdan, Libellule s'évade et Popaïne et vieux tableaux ont plusieurs points communs avec deux histoires de Félix également contiguës : Les Mésaventures de l'inspecteur Cabarez et Trafic de coco. L'album no 4 Les Cargos du crépuscule et no 11 Chaud et froid ont également de fortes similitudes avec l'histoire 50° sous zéro. Dans Surboum pour 4 roues Gil s'installe dans le fourgon de transport de fonds pour coincer les braqueurs, Félix utilise le même subterfuge dans l'histoire Le Fourgon N° 13. L'album no 10 Le Chinois à deux roues se déroule en Chine, réécriture d'une aventure de Félix se déroulant durant la guerre d'Indochine intitulée Parallèle 22. Le Grand souffle, histoire présente dans l'album no 11, se retrouve chez Félix dans l'histoire Le Souffle du diable, Tillieux n'y ajoutant qu'une péripétie (Jourdan manquant de périr dans une grotte). L'album no 12 Pâtée explosive est une version plus moderne de l'histoire De drôles de sandwiches. L'histoire La Guerre en caleçon, présente dans le même album, est une version redessinée de l'histoire Au pays du matin calme.

### Humour

#### Fonctions
Gil Jourdan étant avant tout une série policière, l'humour n'est qu'un complément à l'action : il sert à faire une pause entre deux péripéties afin d'éviter un trop plein de sérieux, et fait baisser la tension créée par l'action ou le suspens. Le jeu de mots remplit parfaitement cette fonction, car il permet au lecteur de marquer un temps d'arrêt dans sa lecture afin de réfléchir au double sens. Cette dédramatisation n'est pas systématique : quand le rythme de l'action devient trop intense, le jeu de mots disparaît purement et simplement. Ainsi dans des albums comme Popaïne et vieux tableaux, Les Cargos du crépuscule et Le Chinois à deux roues, l'humour disparaît pendant plusieurs dizaines de pages, l'action étant alors trop soutenue pour faire entrer le moindre ralentissement. De même, dans Les Moines rouges, c'est la complexité du récit, avec l'apparition d'une seconde intrigue, qui empêche l'humour de surgir pendant plusieurs pages.
L'humour sert aussi à souligner un changement d'ambiance : ainsi, en très mauvaise posture dans Popaïne et vieux tableaux, Libellule retrouve sa verve lorsque Jourdan lui redonne espoir.

#### Utilisation par les personnages

##### Les héros
Dans la série, le spécialiste du calembour est Libellule, le second du héros Gilbert Jourdan. Ses calembours sont systématiquement médiocres et capillotractés, et parfois totalement étrangers à la conversation. Il est toujours le seul à rire. La séquence « jeu de mots » chez Libellule se découpe de la manière suivante : première étape, le jeu de mots en lui-même ; seconde étape, hilarité chez l'émetteur et stupeur chez les récepteurs ; troisième étape, Libellule explique ou répète le calembour aux récepteurs ; quatrième étape, l'explication provoque une nouvelle hilarité, souvent plus discrète, chez Libellule, et la consternation récurrente des récepteurs. Libellule a la particularité d'être particulièrement fier de ses calembours médiocres qu'il considère comme recherchés ; c'est pour cette raison qu'il les explique à son entourage, et qu'il ne remet jamais en cause leurs qualités. Le lecteur, lui, rit de l'incompréhension que provoque le jeu de mots chez le récepteur, ainsi que de l'exaltation provoquée chez Libellule.
Les autres personnages récurrents de la série utilisent quelquefois le jeu de mots, mais de manière différente. Gilbert Jourdan, homme sérieux, n'hésite pas à sortir quelquefois un bon mot bien placé quand la situation l'y pousse. Mais chez lui, un jeu de mots n'est jamais accompagné de sourire, encore moins d'un rire ; non pas que ce bon mot ne soit pas amusant, mais Gil essaye de se donner une prestance qui incarne le sérieux de son agence de détective privé. Ses plaisanteries servent aussi à montrer son self-contrôle lors des confrontations avec ses adversaires (tout comme James Bond le fera plus tard dans les films qui lui sont consacrés).
Sa secrétaire, Queue-de-Cerise, équivalent de Gilbert Jourdan au féminin, utilise les jeux de mots contre les plaisanteries ou remarques de Libellule, mais généralement plus sur le ton de la méchanceté (envers ce dernier) que du sérieux. Crouton est lui plus proche de Libellule dans les rares jeux de mots qu'il prononce dans la série, à la différence qu'il ne rit pas bruyamment à ses jeux de mots et qu'il peut se rendre compte de l'incompréhension du récepteur, même s'il ne comprend pas celle-ci. Il lui arrive aussi de prononcer des jeux de mots involontaires.

##### Les adversaires
Dans la série, les adversaires de Jourdan sont souvent dotés d'un grand potentiel humoristique, qu'ils en soient ou non conscients. Cela résout deux problèmes pour Maurice Tillieux : pouvoir incorporer de l'humour en l'absence de Libellule, et rendre moins antipathiques les « méchants ». Dans cette optique, ils sont le plus souvent dans la série en duo, l'un servant de faire-valoir à l'autre, les deux étant aux ordres d'un grand méchant au-dessus d'eux. Ainsi, les deux méchants Aldo et Skip passent leurs temps à se disputer avec les mots, particulièrement Skip qui n'hésite pas à placer un bon mot pour rabaisser son acolyte.
Dans un autre registre, le méchant Carlos s'embrouille avec les mots dès qu'il se trouve en position d'infériorité, laissant le champ libre à son interlocuteur pour placer un bon mot ; il est à contrario en position de domination si c'est lui qui place les bons mots. Citons aussi l'émir du Gomen, auteur de calembours involontaires qui sont la base de quiproquos parmi ses exécutants. Enfin, les « bêtes et méchants », dont le prototype est Hyacinthe Laplume. Ce dernier, timide et peu intelligent, est doté d'un défaut d'élocution source de nouveaux jeux de mots, avec les syllabes et la confusion des sonorités. Son acolyte, Benoît Chassemouche, enrhumé pendant une partie de l'aventure, accentue encore la confusion.

##### Le décor
Les décors des premiers albums de la série sont truffés de jeux de mots ; le plus souvent, ce sont des slogans publicitaires ou des noms de marques détournés, donnant ainsi un certain charme aux scènes de rue. Contrairement au jeu de mots fait par un personnage, celui du décor a pour fonction de donner un effet légèrement décalé à l'univers de la série. Dans le même esprit, certains personnages portent des noms complètement loufoques ; les héros eux-mêmes portent des noms amusants, seul Jourdan échappant à cette règle.

#### Gag visuel
La série regorge de gags visuels en tout genre, à commencer par les nombreuses chutes (32 dans toute la série), la démolition de véhicules de toutes sortes (47 au cours de la série), en passant par tous les genres habituels : cigare explosif, lit encastré dans le mur qui tombe sur la tête, porte qui s'ouvre en plein visage, personnage qui court et heurte un angle droit, savon sur lequel on glisse, vase sur la tête, valise qui fait trébucher. Tous ces gags s'étalent tout au long de la série, et mettent en place, en quelque sorte, un comique de répétition.
La série comprend aussi de nombreux gags originaux, beaucoup plus recherchés, et des scènes de comique visuel, qui font rire par leur côté volontairement invraisemblable : par exemple, dans l'album no 13 Carats en vrac, un homme saute d'un train en marche par une porte, rebondit sur des fils électriques et rentre par une fenêtre, il atterrit sur les genoux d'une vieille femme qui, illico, le rejette par la fenêtre. Un seul gag peut aussi se répercuter sur plusieurs planches, en déclenchant une chaîne : ainsi dans l'album no 1 Libellule s'évade, le vol du portefeuille de l'inspecteur par Jourdan, pour le mettre hors d'état de leur nuire, se répercute sur plusieurs planches et finit par conduire Croûton en cellule.
Le clin d'œil, le « private joke » et l'humour au second degré font aussi partie du répertoire d'humour de la série. Ainsi dans Le Grand souffle, dans un café, un consommateur lit La robe grillée, tandis que Libellule lit des romans de la “Série noire”. Dans l'album no 9 Le Gant à trois doigts, un cargo porte le nom de Jean Roba, dit Roba, auteur de Boule et Bill et grand ami de Maurice Tillieux ; dans l'album no 8 Les 3 Taches, une annonce dans un magasin présente « Roba, animaux en tous genres ».

### Thèmes abordés

#### Argent et réussite sociale
La série Gil Jourdan, contrairement aux autres bandes dessinées de l'époque, reflète bien la vie sociale et économique des années 1960. L'argent est le point de départ de la série. Gilbert Jourdan, qui sort juste de la fac de droit, investit ses maigres économies pour ouvrir une agence de détective privé. Il doit réussir au plus vite pour ne pas faire faillite. Dans les premiers albums, ce manque d'argent se fait fortement sentir : Gil et Libellule attendent que Crouton les arrête pour rentrer en France sans payer leur billet de train ; Gil démarche des personnes qui pourraient avoir besoin de ses services. Contrairement aux autres héros de la bande dessinée, Gilbert Jourdan travaille pour gagner de l'argent, néanmoins cette quête de l'argent diminuera au fil des albums.
Une fois établi, apparemment de façon modeste comparé aux autres héros du même registre, Gilbert Jourdan se contente du nécessaire : de quoi vivre et remplacer costumes et automobiles perdus au cours des enquêtes. Gil le dit : « L'argent ne m'intéresse que dans la mesure où il me permet de vivre ». On peut comparer cette attitude aux propos de l'auteur de la série, Maurice Tillieux, qui déclare à propos de son métier qu'il fait de la bande dessinée pour « payer son loyer et vaguement manger ». L'argent est alors le rôle moteur du mécanisme de l'action, sans argent pas d'enquête, car pas de déplacement possible.

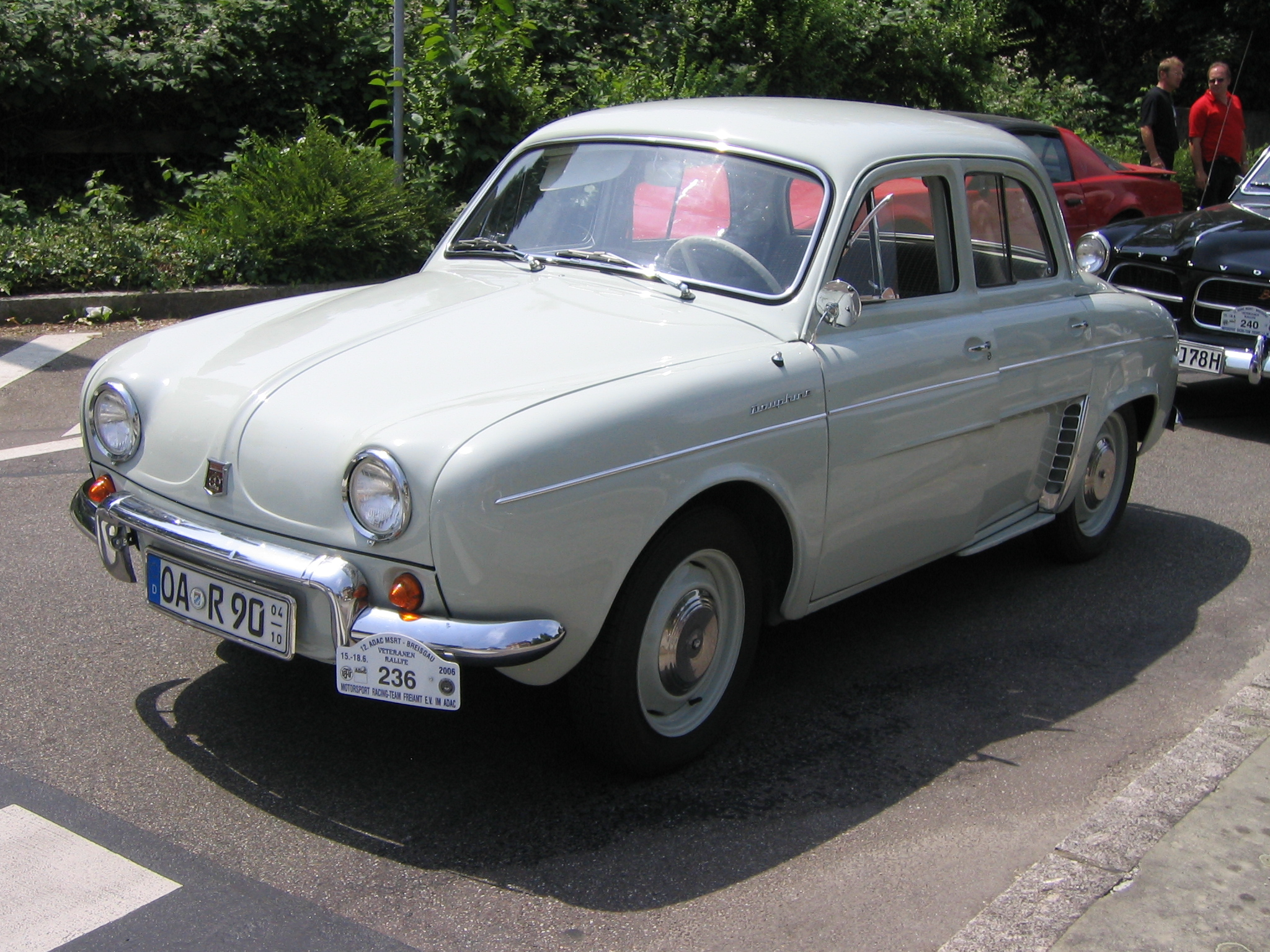
La Renault Dauphine, voiture de Gilbert Jourdan quand il réussit sa vie professionnelle.

Gilbert Jourdan n'est pourtant pas totalement insensible aux charmes du matérialisme. Au fil des épisodes, son bureau s'étoffe de produits de consommation qui démontrent sa réussite sociale. Sa voiture évolue aussi : il débute avec une Peugeot 202 d'occasion, puis la change pour une Renault Frégate. Enfin, il achète une Renault Dauphine beaucoup plus “jeune” pour l'époque. À partir de l'album no 3 La Voiture immergée, il déménage son agence des petits quartiers populaires du Paris des années 1950 aux grands boulevards, où il ne semble paradoxalement pas très à l'aise.
À l'inverse, certaines de ses enquêtes le mènent dans des contrées ne connaissant pas cette réussite,. La vénalité est d'ailleurs un des seuls points communs de tous les adversaires de Jourdan.

#### L'accident automobile

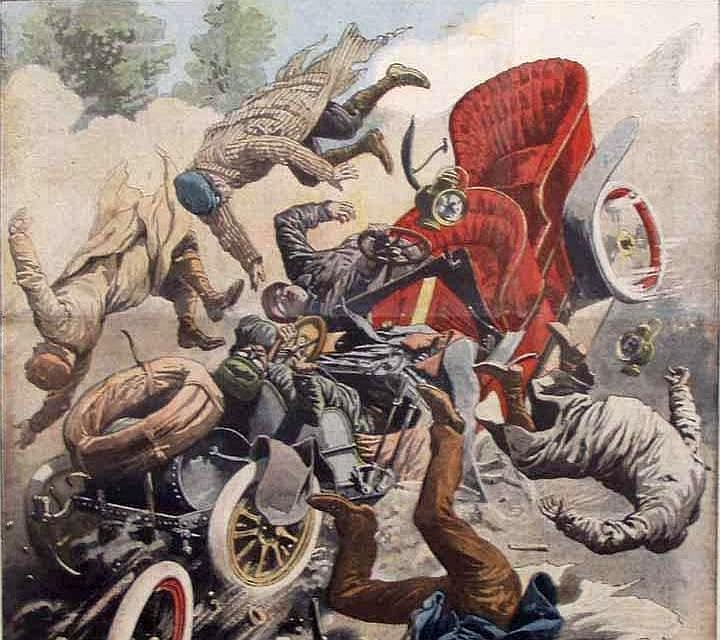
Accident automobile, par Eugène Chaperon.

L'accident automobile est particulièrement présent dans la série. Sur les dix premiers albums, neuf comportent au minimum un accident de la route. Maurice Tillieux se sert donc de l'automobile en tant qu'instrument narratif, en plus de sa représentation du matérialisme ambiant : le véhicule sert à déplacer le héros sur les lieux d'une enquête,, ou le ramener, ainsi qu'aux courses poursuites,,,, ou à s'échapper en cas de danger,,. Il peut servir aussi de preuve lors d'une enquête, pour se débarrasser de quelqu'un de gênant, ou simuler un accident,,.
Dans les bandes dessinées de l'époque, les accidents sont souvent dédramatisés ou escamotés par une onomatopée. Dans Gil Jourdan, l'accident est représenté avec un réalisme minutieux, et est rarement traité en une case : il peut parfois occuper une planche entière, représentant toutes les étapes de l'incident jusqu'à la destruction totale de l'automobile. Le cadrage se fait au niveau du lecteur, c'est-à-dire que l'auteur n'utilise pas de plongée ou de contre-plongée pour représenter les accidents ; cette prise de vue est utilisée pour représenter au mieux la dimension dramatique de l'évènement.

#### Dictatures
À deux reprises au cours de la série, l'enquête se déroule en dehors de l'Europe, dans des pays « ensoleillés » d'Amérique du Sud ou de la Péninsule Arabique. Dans la série le soleil est synonyme de régime dictatorial, militaire pour l'Amérique du Sud, individuel (émirs despotiques et mégalomanes) pour la Péninsule Arabique, mais aussi synonyme de pauvreté.
Les histoires qui se déroulent sous le soleil mettent les héros face à un autre type de mal : plus de combat individuel entre hommes ou contre un gang, on assiste à un combat contre un État totalitaire pour le bien du peuple. L'auteur représente le climat politique de l'époque (les années 1950/60) qui voit plusieurs pays « exotiques » basculer dans la dictature dans un climat de guerre froide et de partage du monde entre les deux géants.

### Graphisme

#### Atmosphère
Les aventures de Gil Jourdan, comme toute l'œuvre de Maurice Tillieux, possèdent une ambiance particulière. Chaque décor fourmille de détails parfois minimes, mais toujours significatifs, des clins d'œil qui rendent chaque scène étonnamment vivante. Les personnages sont représentés de manière très naturelle qu'ils courent, se battent, ou se déplacent. Quand ils discutent, ils allument forcément une cigarette. Les héros mangent, boivent et dorment comme n'importe qui. On voit d'ailleurs souvent Gilbert Jourdan prendre son petit déjeuner, donnant l'impression aux lecteurs d'entrer dans son intimité. Les épisodes débutent le plus souvent par une grande image riche en détails. Cela permet à l'auteur de poser, dès le début, le décor et l'atmosphère de l'aventure. N'importe où dans le monde, Maurice Tillieux arrive à donner une atmosphère particulière à l'album en jouant avec les saisons ou la météo, particulièrement la pluie,, mais aussi la brume, le soleil ou la neige décoiffant et marquant les vêtements des personnages.
Tillieux savait aussi donner une atmosphère populiste à ses décors, en particulier la rue dont il restitue le charme et la poésie populaire, en y mettant des affiches de toutes sortes, des bus, des camions et des policiers qui sifflent les voitures. Les « petites gens » étaient mis à l'honneur, de la concierge au facteur, en passant par le livreur à vélo. Autres scènes de la vie quotidienne et ordinaire avec ces bistrots avec leur patron manches retroussées, ces volets battant aux fenêtres avec le vent, les lueurs des lampadaires la nuit, et les chats errants…
Les intérieurs aussi sont très détaillés, avec des portraits de familles accrochés aux murs, à table le pain, le salami et la gousse d'ail qui pend dans la cuisine. Tout cela fait de Gil Jourdan une série dotée d'une atmosphère bien à elle, qu'aucune autre série n'a encore réussi à égaler.

#### Lieux

##### Paris

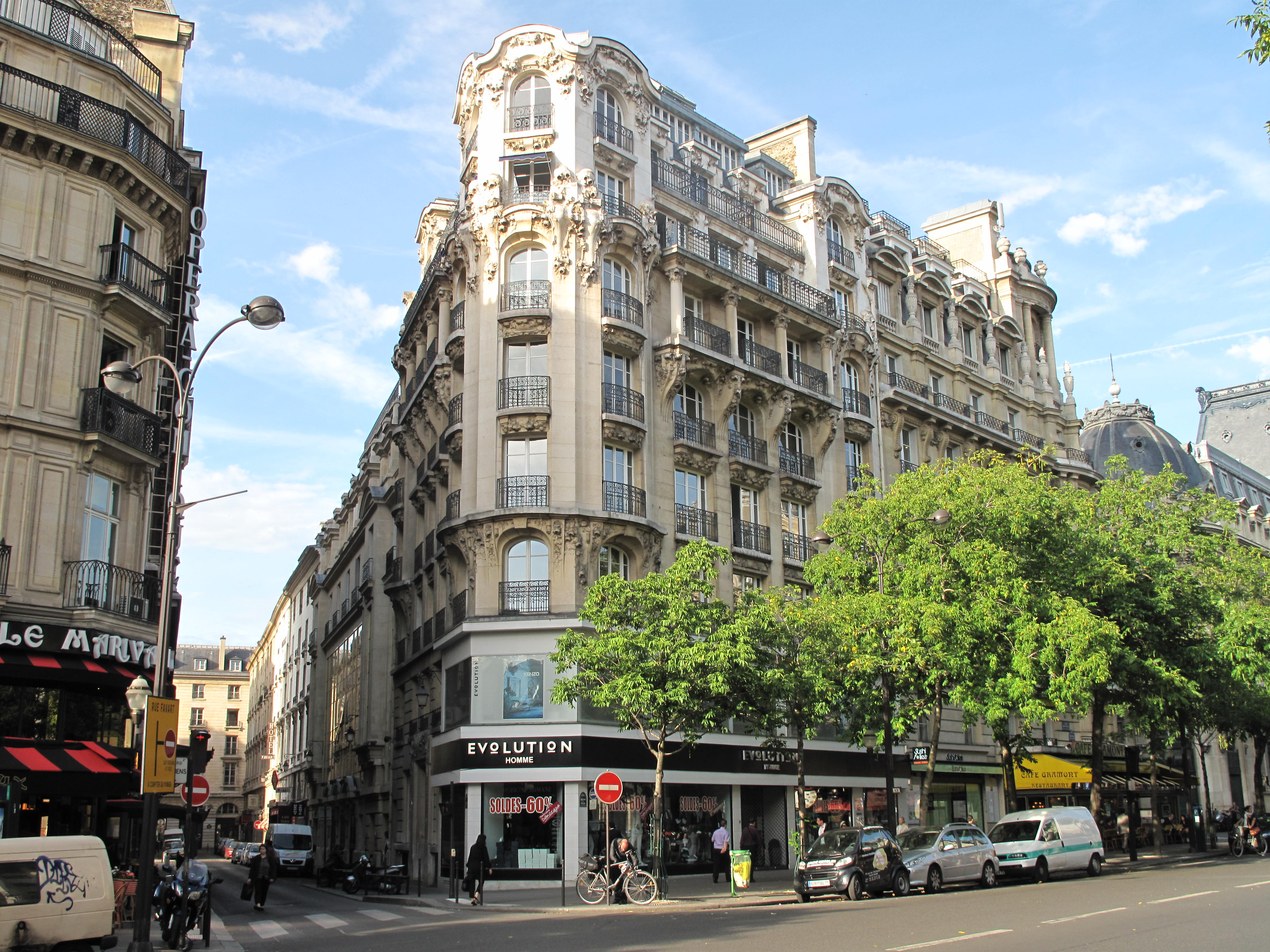
Le boulevard des Italiens à Paris, où se trouvent les bureaux de l'agence Gil Jourdan.

Les bureaux de l'agence de Gil Jourdan se trouvent à Paris ; la capitale française est donc souvent représentée. Le Paris dessiné est celui des années 1950-1960, avec ses quartiers populaires où se côtoient petits métiers en tout genre, prolétaires et artistes méconnus.

##### Bretagne

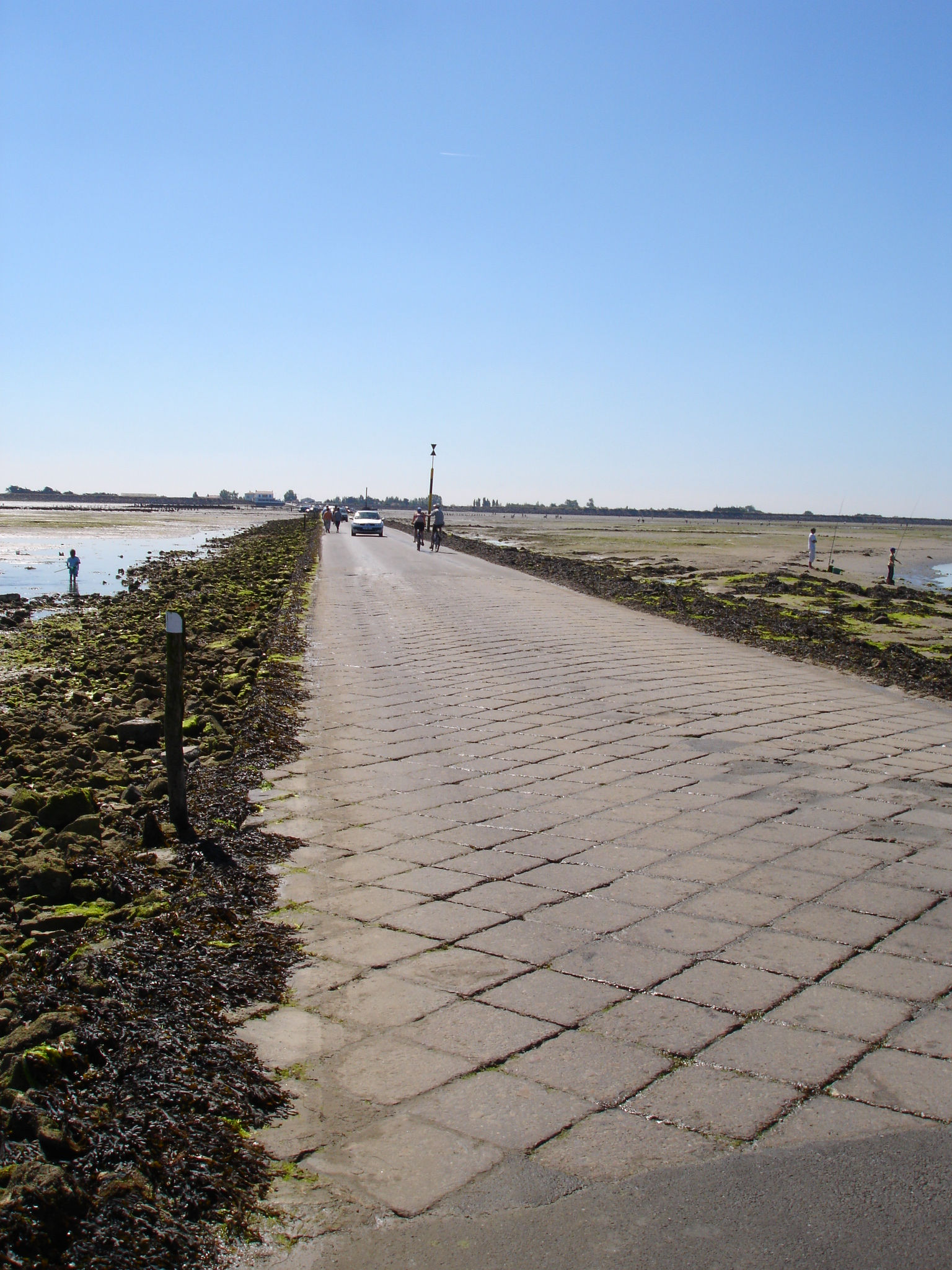
Le passage du Gois sur l'île de Noirmoutier qui a inspiré le Pas du Malin de l'album La Voiture immergée.

La Bretagne est représentée dans deux albums,. C'est une Bretagne légendaire et mystérieuse, les deux enquêtes se déroulent dans le cadre de ruines anciennes, et d'éléments déchaînés, qui donnent à l'histoire une ambiance sombre et inquiétante. Le paysage de la Bretagne n'est pas une simple reconstitution architecturale ou historique ; il donne une véritable identité au décor qui devient un personnage à part entière, comme dans les meilleurs films de suspense. Toutefois – à l'exception notable du chapeau breton, porté contre son gré par Libellule –, il n'y a rien du folklore breton qui soit traité dans ces albums : l'auteur choisit le réalisme d'une région coupée de la modernité, manquant d'infrastructures, en contraste avec les héros de l'aventure.

##### Occitanie
L'Occitanie est la région française la plus citée dans les albums de Gil Jourdan, après Paris, puisqu'on la trouve dans Surboum pour quatre roues, Le Grand Souffle, Carats en vrac. Tillieux, qui se rendait souvent en vacances en Espagne, avait découvert la région et en est resté marqué par un épisode cévenol particulièrement frappant. Nous retrouverons cet épisode d'une façon récurrente dans toutes les aventures se passant en Occitanie. Tillieux dessine tant la Camargue dans carats en vrac (où il cite nommément Arles et Nîmes) que surtout le Massif central et ses contreforts (Florac en Lozère, ou encore le village imaginaire de Savajols dont le nom est inspiré de Marvejols. Tillieux décrit une Occitanie rurale, assez rude de climat, avec des usines cachées en montagne qui ne sont pas sans rappeler les mines. Le Grand Souffle est directement inspiré des essais militaires du Larzac.

##### Chine
La Chine est représentée dans Le Chinois à deux roues, dixième album de la série. Pour cet album, Maurice Tillieux rompt avec les codes graphiques habituels de l'école belge de bande dessinée, qui a tendance à représenter le héros dans un espace pittoresque. Tillieux ne dessinera qu'à peine une rizière pour identifier le lieu. Ce qui symbolise le plus la Chine dans cet album est la pluie, présente de bout en bout.

#### Lieux imaginaires

##### Massacara
La République de Massacara est un pays de fiction d'Amérique du Sud où se déroule principalement l'action de l'album no 5 L'Enfer de Xique-Xique. Située entre le Brésil, qui conteste son indépendance obtenue en 1951 à ses dépens, et la Guyane, elle est dirigée par le dictateur Primo Calderon, dont les brassards s'inspirent de ceux des nazis. Elle a pour richesse naturelle des mines d'étain et de wolfram, les agriculteurs ne faisant pousser exclusivement que du melon. Géographiquement, la république est entourée d'un désert appelé Mandacaru, au milieu duquel se trouve le bagne de Xique-Xique, ainsi que d'une haute chaîne de montagnes, « les Flagellés », et d'une forêt équatoriale, où vivent les amérindiens Chirikis.

##### Gomen
L'émirat du Gomen a pour capitale la ville de Gomenorhabad. C'est un pays fictif situé en bordure de la péninsule Arabique, côté mer Rouge, qui apparaît dans l'album no 9 Le Gant à trois doigts. Le chef d'État est l'émir Ben El Mehmed, haï par son peuple, qui rêve de posséder la puissance atomique pour dominer le monde arabe. La richesse naturelle du pays est le pétrole exploité par le Royaume-Uni et les États-Unis.

##### Macasara
Dans l'histoire La Guerre en caleçon, présente dans l'album no 12 Pâtée explosive, ce pays (dont le nom ressemble fortement à celui du Massacara) est un pays a priori plutôt désertique, en guerre avec son voisin, le Coronador. Pays pacifique suscitant les convoitises de ses voisins, c'est une république, dont la capitale est Darizona.

#### Automobiles

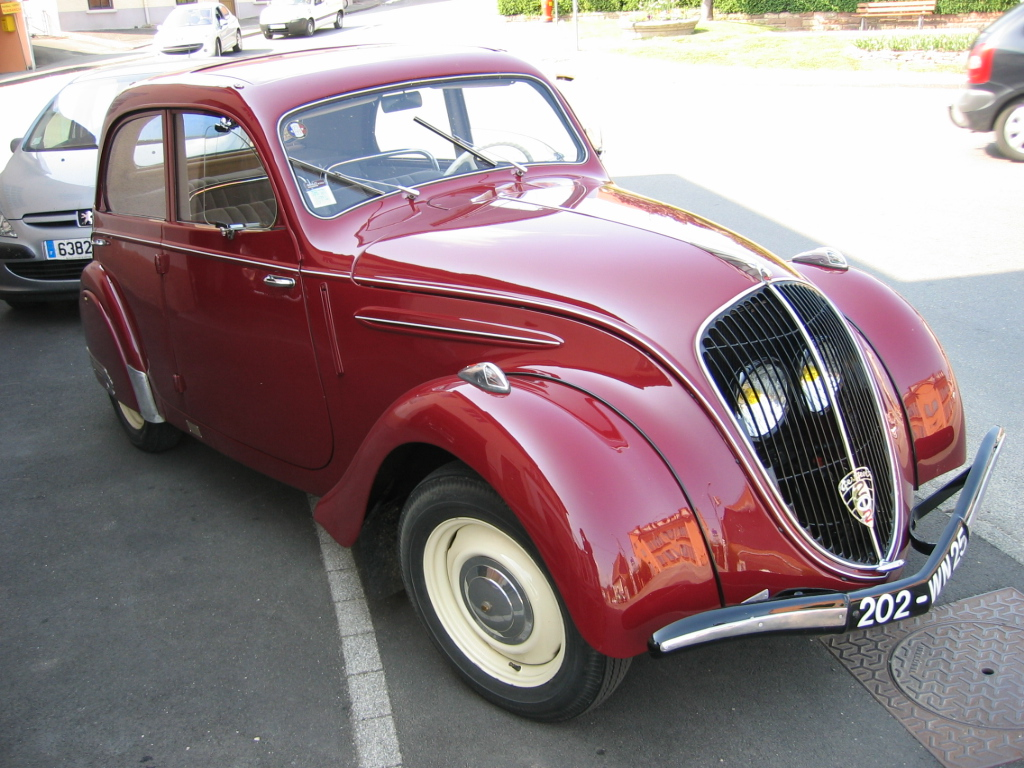
Une Peugeot 202, la première voiture de Gilbert Jourdan, de couleur bleue dans Libellule s'évade.

Maurice Tillieux, l'auteur de la série, est un grand amateur de mécanique automobile ; il paraît donc normal que la série en soit truffée. L'automobile apparaît sous toutes ses formes : voitures, camions, camionnettes, engins de travaux publics, grosse américaine. Tous ces véhicules sont représentés de façon réaliste, avec le rendu des lignes de carrosseries, les jeux d'ombre et de lumière sur les chromes et les vitres, le moindre détail des tableaux de bord. Si Gilbert Jourdan apprécie plutôt les voitures de son époque, Libellule s'intéresse de près aux voitures anciennes, qu'il fait transformer à sa fantaisie.
Les dialogues sont, eux aussi, truffés de références techniques donnant une crédibilité de plus à la série. Pour que les pannes ou sabotages soient crédibles, l'auteur étudie complètement un moteur ou une mécanique, afin que les gestes des personnages soient réels.
Les voitures françaises sont les plus présentes au cours de la série. D'une part, parce que l'auteur veut donner une crédibilité à une série qui se déroule principalement en France ; d'autre part, parce que Tillieux, au moment de créer la série, rentre de deux années passées en France, où il a appris à connaître parfaitement les automobiles et les infrastructures routières françaises. La première voiture de Gilbert Jourdan est une Peugeot 202, difficile à dessiner selon l'auteur. Il change ensuite souvent de véhicule, presque toujours pour des voitures populaires et principalement la Renault Dauphine.
Cette dernière est longtemps le véhicule principal de Jourdan. Dans La Voiture immergée, sa plaque d'immatriculation change assez souvent, ne gardant que quelques symboles en commun sur tous les dessins : lettres « EB », département « 75 », désignant une immatriculation de 1955, alors que la Dauphine n'est pas en circulation. Certains y voient le signe que Tillieux s'est inspiré pour ses dessins des documents publicitaires de Renault.

## Publication

### Albums

#### Historique des publications en album

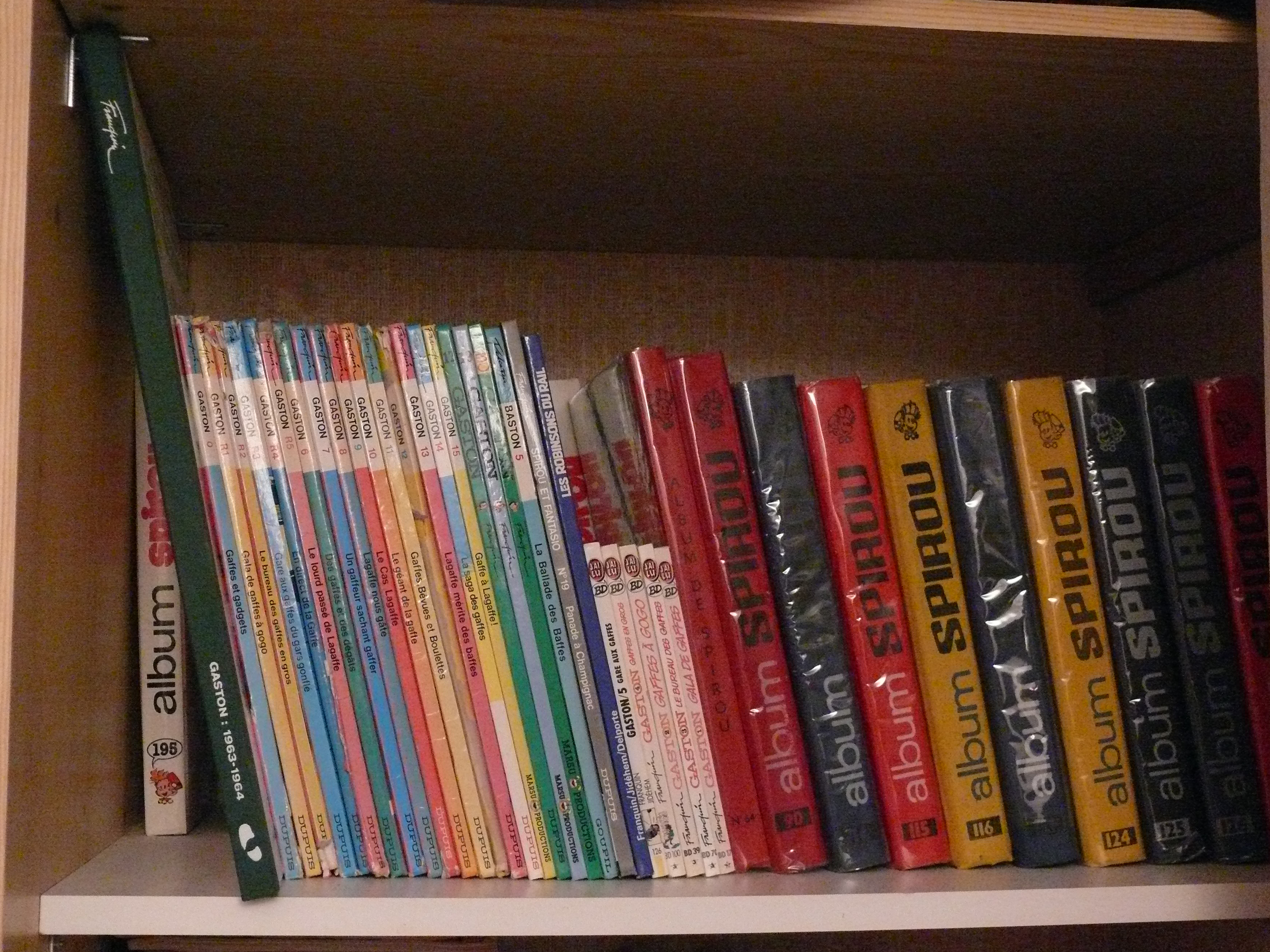
Étagères de bandes dessinées

En 1959, les deux premiers albums de la série sortent aux éditions Dupuis : Libellule s'évade, puis sa suite, Popaïne et vieux tableaux. Ces deux premiers albums sont censurés en France jusqu'en 1971 pour irrespect envers la police. À partir d'ici la série paraît au rythme d'un album par an.
En 1960, sort La Voiture immergée, troisième album. Les Cargos du crépuscule, le quatrième album, et L'Enfer de Xique-Xique, le cinquième, sortent en 1961 et 1962. Comme pour les cinq albums précédents, le sixième album, Surboum pour 4 roues, qui paraît en 1963, est broché. Les Moines rouges sort en 1964, Les 3 Taches en 1965, Le Gant à trois doigts en 1966 (ce dernier fut censuré en France pour racisme) et Le Chinois à deux roues en 1967.
Maurice Tillieux, débordé de travail, a du mal à tenir le rythme d'un album par an ; il faut donc attendre l'année 1969 pour que le onzième album de la série, Chaud et froid, paraisse ; même chose pour Pâtée explosive, le douzième album de la série qui sort en 1971. Pour retrouver le rythme, Gos récupère le dessin de la série, ce qui permet au treizième album Carats en vrac de sortir la même année. Le rythme d'un album par année est retrouvé avec les albums suivants, Gil Jourdan et les fantômes, sorti en 1972, et Sur la piste d'un 33 tours, sorti en 1973. Un album publicitaire du no 14 sort en même temps pour La Redoute ; il est le seul album publicitaire de la série. C'est de manière irrégulière que la série est publiée dans le journal Spirou : il faut attendre 1979 pour la sortie de Entre deux eaux, le seizième et dernier album, qui reprend quatre histoires parues dans Spirou. La mort de son créateur Maurice Tillieux cette même année met fin à la série. Il est difficile de connaître les ventes des albums, les éditions Dupuis ne communiquant jamais leurs chiffres. Néanmoins, au 31 décembre 1980, les 16 albums de la série ont été vendus à 1 190 000 exemplaires cumulés, ce qui en fait la onzième meilleure vente des éditions Dupuis de l'époque. La première édition cartonnée des albums originaux sort en 1985.
Ces albums sont réédités sous différents formats. Dans la collection Gag de Poche des éditions Dupuis (de petits albums en noir et blanc), les deux premiers albums sortent en 1964 et portent respectivement les no 3 et 7. L'année suivante sort La Voiture immergée avec un inédit, Les Momies de Saint-Sulpice, reprise de l'histoire de Félix La disparition de M. Noble ; il porte le no 31. Suivent Les Cargos du crépuscule en 1966 avec le no 49, et l'année suivante L’Enfer de Xique-Xique, Surboum pour 4 roues et Les Moines rouges qui portent respectivement les numéros 53, 56 et 60. La disparition de cette collection empêche l'édition des albums suivants. Ces albums comme l'ensemble de la collection ne connaissent pas le succès, le public est trop habitué aux grands formats couleur. Les cinq premiers albums de la série sont ensuite repris entre 1987 et 1990 en format de poche par « J'ai Lu Pocket » dans sa collection « J'ai Lu BD ».
Au milieu des années 1980, les éditions Dupuis sortent une intégrale des aventures de Gil Jourdan en six volumes. Le premier volume paraît durant le premier trimestre 1985, il est intitulé Premières aventures et contient Libellule s'évade, Popaïne et vieux tableaux, La Voiture immergée ainsi que La poursuite une histoire parue initialement dans l'album no 12 Pâtée explosive qui relate la première rencontre entre Crouton et Libellule. Il contient également une histoire inédite en album, Les vacances de Crouton. Le second volume Enquêtes françaises paraît au troisième trimestre de la même année et contient Les Cargos du crépuscule, Surboum pour 4 roues, Les Moines rouges et Les Momies de Saint-Sulpice paru initialement dans la collection Gag de Poche no 7. Le troisième volume sort le premier trimestre 1986 avec pour titre Aventures exotiques, et contient L’Enfer de Xique-Xique, Le Gant à trois doigts et Le Chinois à deux roues, ainsi que L’Armée évanouie, histoire courte inédite en album. En 1986 sort également le quatrième volume qui regroupe les récits courts et moyens de la série et intitulé Dix Aventures : il comprend Chaud et Froid, La Guerre en caleçon, Entre deux eaux, Le Grand Souffle, Pâtée explosive, La Bouteille, La Maison du mystère, L’Homme au pull blanc, Coup d’éclat, Histoire morale et Les Santons, ainsi que des aventures de la série Bob Slide du même auteur. Le cinquième volume sort en 1987, avec pour titre Duo pour un héros, et contient trois histoires dessinées par Gos, Carats en vrac, Gil Jourdan et les fantômes et Sur la piste d’un 33 tours, ainsi que deux contes : Le Bruit et L’Abominable Jouet. Le dernier volume paraît en 1987 et s'intitule Trois Détectives : il contient deux histoires de Gil Jourdan, Les 3 Taches et La Rue perdue, une histoire en deux planches, qui date de fin 1977, dernière de Maurice Tillieux qui meurt peu de temps après dans un accident de la route. L'album est complété par deux histoires de la série Marc Jaguar et deux histoires contiguës de la série Félix. Un tirage de luxe des Tout Gil Jourdan est édité entre 1995 et 1996 avec une reliure vert bouteille.
Entre 2004 et 2009 sortent les quatre premières aventures de la série en tirage de luxe, aux éditions Golden Creek Studio. Le premier album, publié en 2004, réunit les deux premiers albums sous le titre Libellule s'évade et Popaïne et vieux tableaux, sorti à 395 exemplaires, plus 50 exemplaires hors-commerce, les 150 premiers étant signés François Walthéry. La même année sort le second volume de la collection, qui reprend La Voiture immergée. Il sort à 320 exemplaires et 50 exemplaires hors-commerce. Le troisième volume sort en 2009, et reprend Les Cargos du crépuscule. Il sort à 395 exemplaires, plus 50 exemplaires hors-commerce, tous numérotés et signés par l'éditeur, ami et partenaire fréquent de Tillieux chez Dupuis.

#### La collection originale

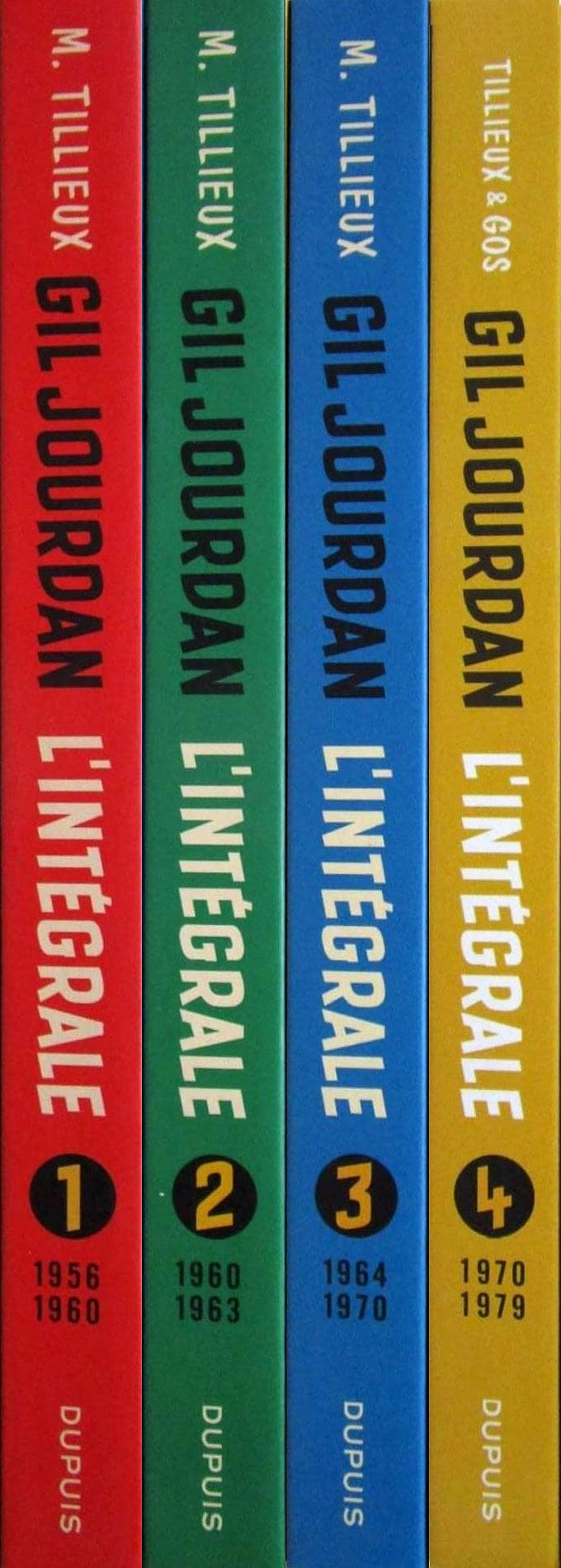
Gil Jourdan de 1956 à 1979.

- 1 Libellule s'évade, Dupuis, 1959
Scénario et dessin : Maurice Tillieux
- 2 Popaïne et vieux tableaux, Dupuis, 1959
Scénario et dessin : Maurice Tillieux
- 3 La Voiture immergée, Dupuis, 1960
Scénario et dessin : Maurice Tillieux
- 4 Les Cargos du crépuscule, Dupuis, 1961
Scénario et dessin : Maurice Tillieux
- 5 L'Enfer de Xique-Xique, Dupuis, 1962
Scénario et dessin : Maurice Tillieux
- 6 Surboum pour 4 roues, Dupuis, 1963
Scénario et dessin : Maurice Tillieux
- 7 Les Moines rouges, Dupuis, 1964
Scénario et dessin : Maurice Tillieux
- 8 Les 3 Taches, Dupuis, 1965
Scénario et dessin : Maurice Tillieux - 2-8001-0123-7
- 9 Le Gant à trois doigts, Dupuis, 1966
Scénario et dessin : Maurice Tillieux - 2-8001-0124-5
- 10 Le Chinois à deux roues, Dupuis, 1967
Scénario : [Maurice Tillieux - Dessin : Maurice Tillieux - 2-8001-0125-3
- 11 Chaud et froid, Dupuis, 1969
Scénario et dessin : Maurice Tillieux - 2-8001-0126-1
- 12 Pâtée explosive, Dupuis, 1971
Scénario et dessin : Maurice Tillieux - 2-8001-0127-X
- 13 Carats en vrac, Dupuis, 1971
Scénario : Maurice Tillieux - Dessin : Gos - 2-8001-0128-8
- 14 Gil Jourdan et les fantômes, Dupuis, 1972
Scénario : Maurice Tillieux - Dessin : Gos - 2-8001-0129-6
- 15 Sur la piste d'un 33 tours, Dupuis, 1973
Scénario : Maurice Tillieux - Dessin : Gos - 2-8001-0319-1
- 16 Entre deux eaux, Dupuis, 1979
Scénario : Maurice Tillieux et Gos - Dessin : Gos - Couleurs : Studio Léonardo - 2-8001-0665-4

#### Hors-série
- Les enquêtes de leurs amis, Soleil Productions, 1989
Scénario, dessin et couleurs : Collectif - 2-87764-026-4

#### Publicité
- 13 Carats en vrac, Dupuis, La Redoute, 1972
Scénario : Maurice Tillieux - Dessin : Gos
- 14 Gil Jourdan et les fantômes, Dupuis, La Redoute, 1972
Scénario : Maurice Tillieux - Dessin : Gos

#### Les rééditions

##### Gag de poche
- 3 Libellule s'évade, Dupuis, Gag de poche, 1964
Scénario et dessin : Maurice Tillieux - Couleurs : Noir et blanc
- 7 Popaïne et vieux tableaux, Dupuis, Gag de poche, 1964
Scénario et dessin : Maurice Tillieux - Couleurs : Noir et blanc
- 31 La Voiture immergée, Dupuis, Gag de poche, 1964
Scénario et dessin : Maurice Tillieux - Couleurs : Noir et blanc
- 49 Les Cargos du crépuscule, Dupuis, Gag de poche, 1964
Scénario et dessin : Maurice Tillieux - Couleurs : Noir et blanc
- 53 L’Enfer de Xique-Xique, Dupuis, Gag de poche, 1964
Scénario et dessin : Maurice Tillieux - Couleurs : Noir et blanc
- 56 Surboum pour 4 roues, Dupuis, Gag de poche, 1964
Scénario et dessin : Maurice Tillieux - Couleurs : Noir et blanc
- 60 Les Moines rouges, Dupuis, Gag de poche, 1964
Scénario et dessin : Maurice Tillieux - Couleurs : Noir et blanc

##### J'ai Lu
- 1 Libellule s'évade, J'ai lu, J'ai Lu BD, 1987
Scénario et dessin : Maurice Tillieux - 2-277-33028-0
- 2 Popaïne et vieux tableaux, J'ai lu, J'ai Lu BD, 1988
Scénario et dessin : Maurice Tillieux - 2-277-33069-8
- 3 La Voiture immergée, J'ai lu, J'ai Lu BD, 1988
Scénario et dessin : Maurice Tillieux - Couleurs : Noir et blanc - 2-277-33112-0
- 4 Les Cargos du crépuscule, J'ai lu, J'ai Lu BD, 1989
Scénario et dessin : Maurice Tillieux - Couleurs : Noir et blanc - 2-277-33145-7
- 5 L’Enfer de Xique-Xique, J'ai lu, J'ai Lu BD, 1990
Scénario et dessin : Maurice Tillieux - Couleurs : Noir et blanc - 2-277-33171-6

##### Tout Gil Jourdan
- 1 Premières aventures, Dupuis, 1985
Scénario et dessin : Maurice Tillieux - 2-8001-1094-5
- 2 Enquêtes françaises, Dupuis, 1985
Scénario et dessin : Maurice Tillieux - 2-8001-1150-X
- 3 Aventures Exotiques, Dupuis, 1986
Scénario et dessin : Maurice Tillieux - 2-8001-1244-1
- 4 Dix Aventures, Dupuis, 1986
Scénario et dessin : Maurice Tillieux - 2-8001-1380-4
- 5 Duo pour un héros, Dupuis, 1987
Scénario : Maurice Tillieux - Dessin : Gos - 2-8001-1421-5
- 6 Trois détectives, Dupuis, 1987
Scénario : Maurice Tillieux - Dessin : Gos - 2-8001-1504-1

##### Intégrale Gil Jourdan
- 1 L'intégrale 1, Dupuis, 2009
Scénario et dessin : Maurice Tillieux - 978-2-8001-4403-0
- 2 L'intégrale 2, Dupuis, 2009
Scénario et dessin : Maurice Tillieux - 978-2-8001-4453-5
- 3 L'intégrale 3, Dupuis, 2010
Scénario et dessin : Maurice Tillieux - 978-2-8001-4705-5
- 4 L'intégrale 4, Dupuis, 2010
Scénario : Maurice Tillieux - Dessin : Gos - 978-2-8001-4786-4

##### Tirage de luxe
- 1 Libellule s'évade et Popaïne et vieux tableaux, Golden creek studio, Format planche, 2008
Scénario et dessin : Maurice Tillieux - Couleurs : Noir et blanc - 2-9516282-0-1
- 3 La Voiture immergée, Golden Creek Studio, Format normal, 2004
Scénario et dessin : Maurice Tillieux - Couleurs : Noir et blanc
- 4 Les Cargos du crépuscule, Golden Creek Studio, Format normal, 2009
Scénario et dessin : Maurice Tillieux - Couleurs : Noir et blanc - 2-9516282-2-8

### Revues

#### Première publication
La série paraît pour la première fois dans le journal Spirou no 962 du 20 septembre 1956 avec l'histoire à suivre Libellule s'évade, et se termine dans le Spirou no 988 du 21 mars 1957. L'histoire suivante paraît deux numéros plus tard (no 990) le 4 avril 1957 avec un épisode sobrement intitulé Gil Jourdan qui sera renommé plus tard pour la publication en album Popaïne et vieux tableaux ; l'épisode est publié toutes les semaines, jusqu'à la fin de l'histoire dans le no 1031 du 16 janvier 1958. Pour le début de la publication de La Voiture immergée, dans le Spirou no 1067 du 25 septembre 1958, la série fait pour la première fois la couverture du journal, ainsi que pour le no 1077 du 4 décembre 1958. La publication de ce troisième récit prend fin dans le no 1089 du 26 février 1959. Si la série connaît dès la première histoire un grand succès, avec près de 80 % des lecteurs du journal qui la lisent selon les référendums organisés par le journal, elle connaît une baisse lors de la publication de cette troisième histoire, mais ce ne sera que pour mieux rebondir par la suite.
La publication de la quatrième histoire Les Cargos du crépuscule à partir du no 1113 du 13 août 1959 permet à la série de connaître les honneurs de la une du Journal par trois fois, lors du début de la publication dans le no 1113, puis le numéro no 1119 du 24 septembre 1959 et le no 1134 du 7 janvier 1960. La fin de la publication de l'histoire a lieu dans le no 1137 du 28 janvier 1960. La cinquième histoire L'Enfer de Xique-Xique paraît du no 1170 du 15 septembre 1960 au no 1191 du 9 février 1961 et permet à la série de faire trois fois la couverture du journal, dans le no 1170, le no 1173 du 6 octobre 1960 et le no 1179 du 17 novembre 1960. La sixième aventure, Surboum pour 4 roues, commence dans le Spirou no 1225 du 5 octobre 1961 et se termine dans le no 1248 du 15 mars 1962. L'aventure suivante, Les Moines rouges, commence sa publication dans le no 1264 du 5 juillet 1962 et se termine dans le no 1285 du 29 novembre 1962 ; durant cette période la série fait trois fois la couverture du journal pour les numéros 1270 du 16 août 1962, 1274 du 13 septembre 1962, 1283 du 15 novembre 1962. Les trois couvertures sont dessinées par Jean Roba, l'auteur de Boule et Bill. Dans le no 1316 du 4 juillet 1963 paraît pour la première fois un récit complet de douze pages intitulé La poursuite, qui relate la première rencontre entre Libellule et Crouton.
La huitième aventure Les 3 Taches commence à paraître dans le no 1319 du 25 juillet 1963 ; la série fait pour l'occasion la couverture du journal avec un dessin de Roba. L'aventure se termine dans le no 1340 du 19 décembre 1963 et fait aussi la couverture du no 1330 du 10 octobre 1963, là aussi dessinée par Roba. Une seconde histoire complète de six pages intitulée Les vacances de Crouton paraît dans le no 1368 du 2 juillet 1964. Le Gant à trois doigts la neuvième grande aventure paraît à partir du no 1389 du 26 novembre 1964, dans ce même numéro la série fait la couverture du journal avec un dessin de Roba. Cette aventure se termine dans le no 1410 du 22 avril 1965. Pour le no 1407 du 1er avril 1965, le journal organise un poisson d'avril à ses lecteurs avec une mise en page de la couverture façon journal Tintin et un Gil Jourdan poursuivi par les héros du journal concurrent.
La guerre en caleçon, une histoire à suivre bien plus courte que les précédentes, paraît à partir du no 1453 du 17 février 1966 avec une couverture de Maurice Tillieux dessinée pour l'occasion. Elle se termine cinq semaines plus tard dans le no 1458 du 24 mars 1966. Dès la semaine suivante (no 1459) commence la publication de l'histoire Le Chinois à deux roues. Plus longue que la précédente, elle se termine dans le no 1486 du 6 octobre 1966. La série fait la couverture du journal le 14 avril 1966 pour le no 1461, avec un dessin de Maurice Tillieux. À partir du no 1527 du 20 juillet 1967 est publié l'histoire Chaud et froid, une courte histoire à suivre, qui dure six semaines et s'arrête dans le no 1533 du 31 août 1967. Pour le début de la publication, la série fait la couverture du journal avec un dessin de son auteur.
En 1968, paraît l'aventure Le Grand Souffle à partir du no 1553 18 janvier, la couverture de ce numéro est dessinée par Maurice Tillieux et représente Libellule et Crouton. Cette histoire se termine dans le no 1565 du 11 avril de la même année. Dans le no 1573 du 6 juin paraît pour la première fois une publicité pour l'album no 10 Le Chinois à deux roues dessinée par Tillieux. À la fin de l'année dans le no 1601 du 19 décembre paraît un récit complet de quatre pages intitulé La bouteille. L'année suivante est publiée une nouvelle complète L’armée évanouie dans le no 1612 du 6 mars 1969 puis un récit complet de trois pages La maison du mystère dans le no 1615 du 27 mars 1969. La nouvelle histoire à suivre Pâtée explosive paraît à partir du no 1637 du 28 août 1969 et se termine dans le no 1644 du 16 octobre 1969. Pour le début de la publication la série fait la couverture du journal avec un dessin de Maurice Tillieux. Pris au piège une nouvelle de Gil Jourdan de Maurice Tillieux et Jacques paraît dans le no 1668 du 2 avril 1970. Dans le no 1677 du 4 juin 1970 paraît Carats en vrac la première aventure dessinée par Gos sur un scénario de Tillieux et qui se termine dans le no 1696 du 15 octobre 1970. Pour la publication de cette aventure la série fait deux fois la couverture du journal, lors du no 1677 et lors du no 1693, du 24 septembre 1970. Pour le numéro spécial Noël (no 1706) est publié un récit complet de six pages intitulé Les santons.
Durant l'année 1971, paraissent plusieurs récits courts de la série, à commencer par un récit de cinq pages intitulé Coup d’éclat dans le no 1714 du 18 février. La nouvelle grande aventure Gil Jourdan et les fantômes commence dans le no 1727 du 20 mars et se termine dans le no 1744 du 16 septembre. Dans le même temps, la série fait une couverture dessinée par Gos dans le no 1730 du 10 juin, ainsi que deux contes écrit par Maurice Tillieux dans le no 1729 du 3 juin intitulé La cloche hantée et dans le no 1742 du 2 septembre intitulé L’abominable jouet. Puis elle enchaîne dans le no 1747 du 7 octobre pour un spécial héroïnes, avec une aventure de cinq pages qui met en vedette Queue-de-Cerise, l'assistante de Gilbert Jourdan, et intitulée L’homme au pull blanc. Puis à la fin de l'année, un conte de Tillieux, 15 petites boîtes, paraît dans le no 1758 du 23 décembre. Le 30 mars 1972 dans le no 1772 est publiée une nouvelle de Tillieux et Gos intitulée Les mémoires de Libellule, suivie le 11 avril 1972 dans le no 1778 du début de la publication de Sur la piste d'un 33 tours. Dans le même numéro, la série fait la couverture du journal avec un dessin de Gos et Tillieux. La publication se termine le 28 septembre 1972 dans le no 1798. Dans le no 1813 du 11 janvier 1973 est publiée une publicité pour l'album no 13 Carats en vrac dessiné par Gos. La série disparaît pendant plusieurs années du journal et réapparaît de manière tragique lors du no 2095 du 8 juin 1978 dans un numéro en hommage à Maurice Tillieux, créateur de la série, décédé dans un accident de la route quelques mois auparavant. Gil Jourdan fait la couverture de ce numéro. La seizième et dernière histoire de la série Entre deux eaux est publiée à partir du no 2119 du 23 novembre 1978 au no 2131 du 15 février 1979. Pour l'occasion la série fait encore la couverture du no 2120 du 30 novembre 1978.
La série a fait une apparition dans le magazine Super Tintin no 1 spécial policier, publié en 1978, avec une histoire de deux pages, La rue perdue de Maurice Tillieux. Pour la republication de Libellule s’évade dans le journal Spirou no 3571 du 20 septembre 2006 la série fait une dernière fois la couverture du journal, avec un dessin de Bruno Marchand. Deux publicités pour les intégrales Gil Jourdan sont publiées dans les no 3713 du 10 juin 2009 et no 3731 du 14 octobre 2009.
| Titre                    | Début          | Fin     |
| ------------------------ | -------------- | ------- |
| Libellule s'évade        | Spirou no 962  | no 988  |
| Gil Jourdan              | Spirou no 990  | no 1031 |
| La Voiture immergée      | Spirou no 1067 | no 1089 |
| Les Cargos du crépuscule | Spirou no 1113 | no 1137 |
| L'Enfer de Xique-Xique   | Spirou no 1170 | no 1191 |
| Surboum pour 4 roues     | Spirou no 1225 | no 1248 |
| Les Moines rouges        | Spirou no 1264 | no 1285 |
| La Poursuite             | Spirou no 1316 |         |
| Les 3 Taches             | Spirou no 1319 | no 1340 |
| Les Vacances de Crouton  | Spirou no 1368 |         |
| Le Gant à trois doigts   | Spirou no 1389 | no 1410 |
| La Guerre en caleçon     | Spirou no 1453 | no 1458 |
| Le Chinois à deux roues  | Spirou no 1459 | no 1486 |
| Chaud et froid           | Spirou no 1527 | no 1533 |
| Le Grand Souffle         | Spirou no 1553 | no 1565 |
| La Bouteille             | Spirou no 1601 |         |

| Titre                                   | Début             | Fin     |
| --------------------------------------- | ----------------- | ------- |
| L’Armée évanouie                        | Spirou no 1612    |         |
| La Maison du mystère                    | Spirou no 1615    |         |
| Pâtée explosive                         | Spirou no 1637    | no 1644 |
| Pris au piège                           | Spirou no 1668    |         |
| Carats en vrac                          | Spirou no 1677    | no 1696 |
| Les Santons                             | Spirou no 1706    |         |
| Coup d’éclat                            | Spirou no 1714    |         |
| Gil Jourdan et les fantômes             | Spirou no 1727    | no 1744 |
| La Cloche hantée                        | Spirou no 1729    |         |
| L’Abominable jouet                      | Spirou no 1742    |         |
| Queue de Cerise : L’Homme au pull blanc | Spirou no 1747    |         |
| 15 petites boîtes                       | Spirou no 1758    |         |
| Les Mémoires de Libellule               | Spirou no 1772    |         |
| Sur la piste d'un 33 tours              | Spirou no 1778    | no 1798 |
| Entre deux eaux                         | Spirou no 2119    | no 2131 |
| La Rue perdue                           | Super Tintin no 1 |         |

#### Republication
Les histoires de Gil Jourdan seront plusieurs fois republiée dans le journal Spirou. La première fois c'est l'histoire no 1 Libellule s'évade publiée dans la rubrique Classiques Dupuis en cinq fois, dans les no 1803, 1806, 1810, 1814 et 1818 respectivement publiée le 2 novembre 1972, le 23 novembre 1972, 21 décembre 1972, le 18 janvier 1973 et le 15 février 1973. Suivi par l'histoire no 2 Popaïne et vieux tableaux elle aussi publiée en cinq fois, dans les no 1822, 1825, 1829, 1833 et 1836 respectivement publiée le 15 mars 1973, le 5 avril 1973, le 3 mai 1973, le 31 mai 1973 et le 21 juin 1973. Pour préparer la sortie future des intégrales de la série et la faire découvrir aux jeunes lecteurs, le journal republie des histoires de Gil Jourdan. Le court récit La poursuite est publiée du no 3569 du 6 septembre 2006 au numéro suivant et enchaîne sur Libellule s'évade publiée du no 3571 du 20 septembre 2006 au no 3578 du 8 novembre 2006. La seconde histoires Popaïne et vieux tableaux est publiée du no 3615 du 25 juillet 2007 au no 3621 du 5 septembre 2007.
| Titre                     | Début          | Fin |
| ------------------------- | -------------- | --- |
| Libellule s'évade         | Spirou no 1803 |     |
| Libellule s'évade         | Spirou no 1806 |     |
| Libellule s'évade         | Spirou no 1810 |     |
| Libellule s'évade         | Spirou no 1814 |     |
| Libellule s'évade         | Spirou no 1818 |     |
| Popaïne et vieux tableaux | Spirou no 1822 |     |
| Popaïne et vieux tableaux | Spirou no 1825 |     |

| Titre                     | Début          | Fin     |
| ------------------------- | -------------- | ------- |
| Popaïne et vieux tableaux | Spirou no 1829 |         |
| Popaïne et vieux tableaux | Spirou no 1833 |         |
| Popaïne et vieux tableaux | Spirou no 1836 |         |
| La Poursuite              | Spirou no 3569 | no 3570 |
| Libellule s'évade         | Spirou no 3571 | no 3578 |
| Popaïne et vieux tableaux | Spirou no 3615 | no 3621 |

## Reconnaissance

### Critiques
La sortie des intégrales de la série à partir de 2009 a permis de nombreuses nouvelles critiques sur la série. Le site Planetebd.com donne la note de 5/6 pour l'Intégrale 1 (scénario 6/6 et dessin 5/6) et 6/6 pour l'intégrale 2 et la qualifie de « monument de la BD franco-belge ». Le site BDoubliees.com qualifie l'ambiance de la série de « très réussie » et les scénarios de « très solides ». Pour le site bdselection.com le dessin de Maurice Tillieux n'est « pas au même niveau que certains de ses contemporains, mais il compense par un très bon sens du découpage et de la mise en scène » et lui donne quatre étoiles sur cinq. Le dictionnaire mondial de la bande dessinée de Patrick Gaumer qualifie la série de « chef-d'œuvre du 9e art ». Pour le site sceneario.com la série est « une des meilleures séries du neuvième art » et «une des meilleures du genre franco-belge». Soulignant le talent de dessinateur de Tillieux et notamment ses dessins de mécaniques. Pour actuabd.com, Gil Jourdan est tout simplement « un chef-d’œuvre de référence de la bande dessinée belge ». Le magazine français Les Inrockuptibles qualifie la série de classique du 9e art qui « reçoit enfin une édition de luxe ».

### Hommages

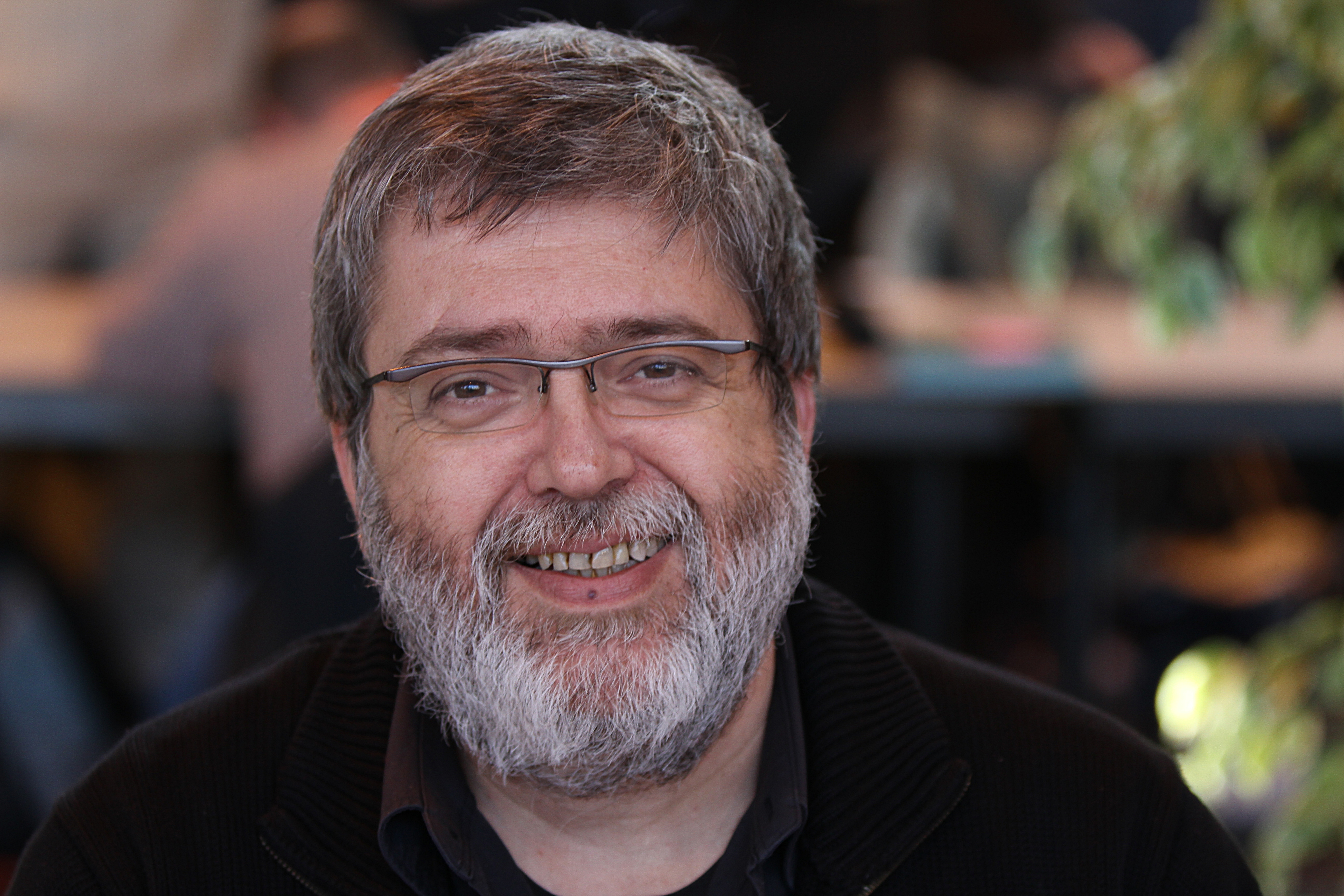
François Corteggiani durant le Festival du livre et de la bande dessinée de Bagnols-sur-Cèze en février 2010. Ce dernier rend plusieurs hommages à la série à travers son œuvre.

En novembre 1989, sort aux éditions Soleil Productions un hors-série collectif en hommage à Gil Jourdan et Maurice Tillieux, intitulé Les enquêtes de leurs amis, qui contient huit histoires de Turk, Bom et Pierre Seron, François Dimberton, Stephen Desberg et Éric Maltaite, Christian Libens et Laudec, Vittorio Léonardo (coloriste de la série) et Jacques Sandron, François Corteggiani et Pica, Vittorio Léonardo et Gauthier.
La série Leo Loden, lancée en 1991 par Arleston et Carrère, est une transposition de l'univers de Gil Jourdan à l'époque contemporaine ; revendiquant ouvertement cette descendance, dans le tome 5 de la série (Kabbale dans les traboules), le héros principal roule en Dauphine jaune et s'imagine l'espace d'une case héros de la Voiture immergée (planche 12).
La série Simon Nian, datant de 2005, est un hommage affiché de son auteur, François Corteggiani, à Gil Jourdan. Corteggiani avait déjà participé à l'album Les enquêtes de leurs amis, et le premier album comporte notamment une préface de Régine Tillieux, fille de Maurice.
Le 27 juin 2009, la commune belge d'Auderghem (dans laquelle Tillieux a séjourné plus de 25 ans) inaugure, sur sa maison communale, une fresque murale consacrée à Gil Jourdan.
En 2024, une inspiration d'Yves Sente, scénariste de Black et Mortimer dans "Signé Olrik", est prise dans l'album de Gil Jourdan "la voiture immergée" publié en 1960. Le professeur Mortimer et Gil Jourdan, bien que l'histoire soit totalement différente, sont tous deux occupé à déchiffrer un message codé. Pour les aider ils vont consulter le curé de la paroisse. Ceux-ci sont dans leur presbytère occupés à restaurer une statue. Le clin d'œil à Maurice Tillieux est que les curés citent tous deux la même phrase "Je rafistole ce bon Saint Yves (Ives). Il se fait vieux et la cure n'est pas riche." Page 42, planche 40A, vignette 2 pour Gil Jourdan et page 40, planche 38, vignette 5 pour Black et Mortimer. On pourra en outre remarquer une certaine ressemblance physique entre les deux hommes d'église.